# Geschichtspfad Friedrichshafen

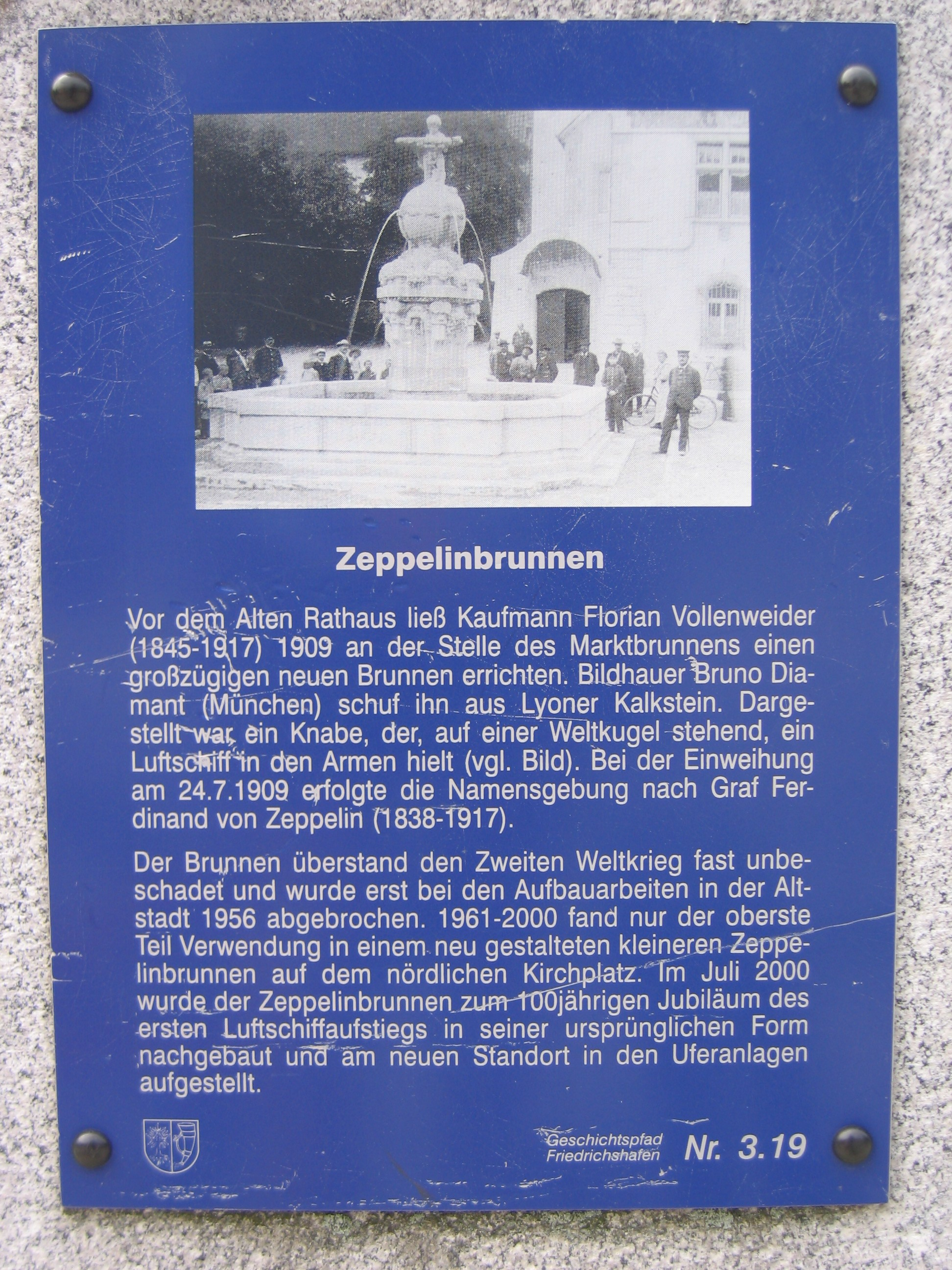
Informationstafel 3.19: Zeppelinbrunnen

Der Geschichtspfad Friedrichshafen bietet Informationen zu geschichtlich bedeutenden Örtlichkeiten und Gebäuden in der baden-württembergischen Stadt Friedrichshafen am Bodensee in Deutschland.
Hervorgegangen ist das Projekt „Geschichtspfad“ 1996 aus einem Arbeitskreis der städtischen Volkshochschule und des Stadtarchivs. Von Bürgern der Stadt erarbeitete Informationen dokumentieren auf inzwischen über fünfzig Informationstafeln an Originalstandorten in der Friedrichshafener Innenstadt und den näher gelegenen Stadtteilen Blicke hinter die Fassaden der ehemaligen Freien Reichsstadt. Auf allen Tafeln werden aufgrund der vielen Veränderungen durch Stadtentwicklung seit dem 19. Jahrhundert und der Zerstörungen im Zweiten Weltkrieg historische Darstellungen oder Bilder gezeigt.

## Geschichte der Stadt Friedrichshafen

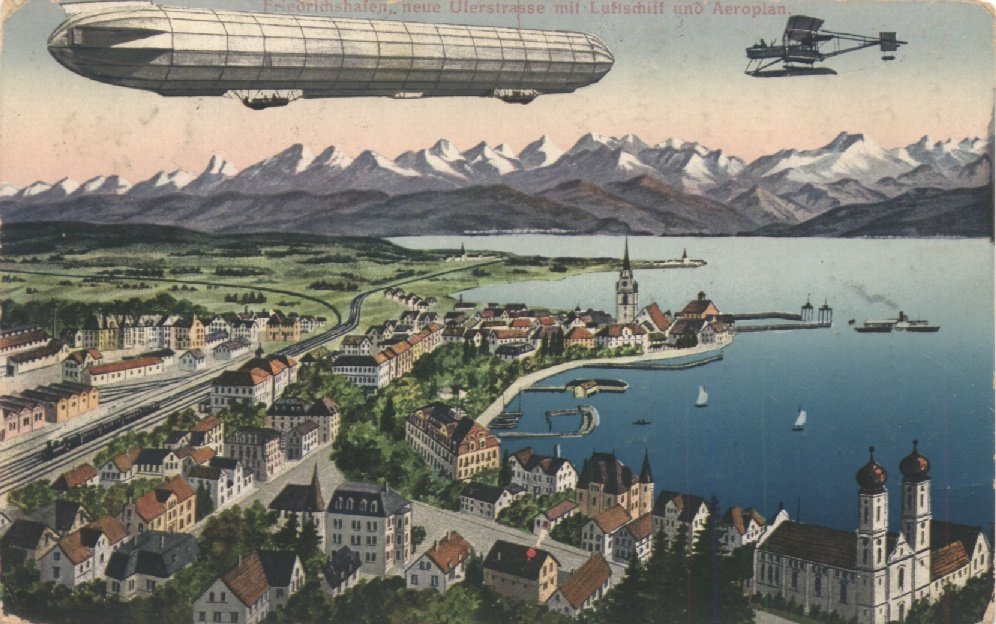
Friedrichshafen 1916

Friedrichshafen entstand 1811 durch Zusammenschluss der ehemaligen Freien Reichsstadt Buchhorn (von der sie das Wappen übernahm) und dem nahen Dorf und Kloster Hofen; die Stadt wurde nach dem ersten württembergischen König Friedrich I. benannt. Sie profitierte vor allem in wirtschaftlichen Aspekten von König Friedrich. Friedrichshafen war ein privilegierter Freihafen und Warenumschlagplatz für den Handelsverkehr mit der Schweiz. Dadurch wurden Neuansiedler angelockt, die sich in der Karl- und der Friedrichstraße ansiedelten und so die Ortsteile Buchhorn und Hofen verbanden. Im 19. Jahrhundert diente die Stadt den württembergischen Monarchen als Sommerresidenz; das ehemalige Kloster Hofen wurde zum königlichen Schloss umgebaut. Unter König Wilhelm I. begann ein neuer wirtschaftlicher Aufschwung, der sich u. a. im Kauf des Dampfschiffes Wilhelm widerspiegelte. Außerdem lockte das Schloss viele Fremde nach Friedrichshafen, darunter erste Touristen, Minister und hohe Beamte, die im Umkreis des Schlosses ihre Villen errichten ließen.
Die Industrialisierung Friedrichshafens wurde vor allem durch Ferdinand von Zeppelin geprägt. Der in Konstanz geborene Graf siedelte hier in den letzten Jahren des 19. Jahrhunderts die Produktion seiner berühmten Starrluftschiffe, den Zeppelinen an. Am 2. Juli 1900 erhob sich der 128 Meter lange LZ1 zum ersten Mal von seiner Startfläche in der Manzeller Bucht.
Vor dem Zweiten Weltkrieg diente Friedrichshafen den Nationalsozialisten vor allem als Erholungsort der vielen Arbeiter. Auch die Industrie, die auf Kriegsrüstung umgestellt wurde, wuchs ständig. Vier große Rüstungsbetriebe machten Friedrichshafen zu einem wichtigen Rüstungsstandort im Deutschen Reich:
- Luftschiffbau Zeppelin GmbH; Hersteller von Radaranlagen, Peilanlagen, Fallschirmen und Teilen für den Flugzeug- und Raketenbau
- Maybach-Motorenbau GmbH; Fertigung aller Motoren für die Kettenfahrzeuge der Wehrmacht
- Zahnradfabrik AG; Fabrikation von Getrieben für schwere Fahrzeuge
- Dornier-Werke GmbH; Flugzeugbau

Die Produktionsstätten elementarer Rüstungsindustrie waren der Grund dafür, dass Friedrichshafen zwischen Juni 1943 und Februar 1945 zum Ziel von elf alliierten Luftangriffen wurde. Der folgenschwerste dieser Angriffe fand in der Nacht zum 28. April 1944 statt, ihm fiel der Kern der Altstadt zu Opfer. Das entschlossene Handeln der Bürger und des Bürgermeisters, entgegen dem Befehl, Friedrichshafen bis zum letzten Haus zu verteidigen, verhinderte die vollständige Zerstörung der Stadt. Während des Zweiten Weltkriegs wurde Friedrichshafen zu zwei Dritteln zerstört. Die erste wichtige Handlung des Wiederaufbaus war die Enttrümmerung der Stadt. Dazu wurde eine Schmalspurbahn angelegt, mit deren Hilfe bis 1949 die gesamte Altstadt freigeräumt wurde. 1950 wurde mit der Planung des Neuaufbaus begonnen, die vor allem bessere Verkehrsverhältnisse und Grünanlagen beinhaltete. Mit der Einweihung des neuen Rathauses wurde diese Bauphase 1956 abgeschlossen.
Die Stadt besteht aus der Kernstadt und den im Rahmen der Gemeindereform der 1970er-Jahre eingegliederten Gemeinden Ailingen, Ettenkirch, Kluftern und Raderach. Diese eingegliederten Gemeinden sind Ortschaften im Sinne der baden-württembergischen Gemeindeordnung; das heißt, sie haben jeweils einen von den Wahlberechtigten in einer Kommunalwahl neu zu wählenden Ortschaftsrat mit einem Ortsvorsteher als dessen Vorsitzenden. In jeder Ortschaft gibt es eine Ortsverwaltung, deren Leiter der Ortsvorsteher ist.
Zu fast allen Stadtteilen und zur Kernstadt gehören noch viele räumlich getrennte Wohnplätze mit eigenen Namen, die oft nur wenige Einwohner haben oder Wohngebiete, deren Bezeichnung sich im Laufe der Bebauung ergeben und dann erhalten haben – und deren Grenzen oft nicht genau festgelegt sind. Teilweise handelt es sich auch um ehemals selbständige Gemeinden oder Gemeindeteile, die in der ersten Hälfte des 20. Jahrhunderts eingemeindet wurden oder sich mit anderen Gemeinden zusammenschlossen. Im Einzelnen sind zu nennen:
| Teilort    | Wohnplätze |
| ---------- | --- |
| Kernstadt  | Allmannsweiler, Eichenmühle, Fischbach, Grenzhof, Heiseloch, Hofen, Jettenhausen, Löwental, Manzell, Meistershofen, Neuhäuser, Riedern, Rupberg, St. Georgen, Schnetzenhausen, Seemoos, Seewiesenesch, Spaltenstein, Sparbruck, Waggershausen, Windhag |
| Ailingen   | Berg (zwischen 1825 und 1937 selbständige Gemeinde, zu der auch die Siedlungen Holzhof, Ittenhausen, Jägerhaus, Kappelhof, Köstenbach, Langenloch, Unterraderach und Weiler an der Ach gehörten), Buchholz, Bunkhofen, Hagendorn (1812–1825 Name der damaligen Gemeinde Ailingen/Berg), Höhler, Holzhof, Ittenhausen, Lochenried, Martinshof, Oberailingen, Oberlottenweiler, Reinach, Unterailingen, Unterlottenweiler, Waldacker, Weilermühle, Wiggenhausen, Wolfenhof |
| Ettenkirch | Appenweiler, Batzenweiler, Bettenweiler, Eggenweiler, Ellenweiler, Furatweiler, Habratsweiler, Hinterhof, Hirschlatt (bis 1937 selbständige Gemeinde), Huiweiler, Krehenberg, Lehhorn, Lempfriedsweiler, Lindenholz, Rosengarten, Waltenweiler, Wannenhäusern, Wirgetswiesen, Zillisbach |
| Kluftern   | Efrizweiler, Höge, Kreuzäcker, Lipbach, Mühlöschle, Ziegelacker |

## Verlauf des Geschichtspfads
Die folgende Liste führt zuerst alle Stationen im Innenstadtbereich, danach die Teilorte bzw. Wohnplätze in alphabetischer Reihenfolge.

### Innenstadt
Innerhalb der Innenstadt verläuft der ungefähr drei Kilometer lange Geschichtspfad von der „Östlichen Uferstraße“ entlang des Seeufers zur Schlosskirche des ehemaligen Klosters Hofen und weiter über den Alten Friedhof zum Stadtbahnhof.

#### Altes Rathaus – Tafel 1.1
1906/07 wurde an der Stelle des Rathauses von 1828 das „Alte Rathaus“ errichtet, geplant von den Stuttgarter Architekten Ludwig Eisenlohr und Carl Weigle. Blickfang in der aufwendig gestalteten Südfront war der von August Brandes über die gesamte Breite gemalte Fries Die Huldigung der Berufsstände von Buchhorn und Hofen an König Friedrich von Württemberg, den Gründer Friedrichshafens. Im Erdgeschoss befanden sich eine Markthalle sowie eine Polizeidienststelle.
Die Ruinen des durch einen Luftangriff am 28. April 1944 zerstörten Rathauses wurden 1949 zur Vergrößerung des Platzes abgetragen.

#### Neues Rathaus – Tafel 1.2
Das Neue Rathaus entstand in den Jahren 1954 bis 1956 nach Plänen der Stuttgarter Architekten Ludwig Hilmar Kresse (1914–1985) und Wilhelm Tiedje (1898–1987). Die Einweihung erfolgte am 23. September 1956.

#### Katholische Pfarrkirche St. Nikolaus – Tafel 1.3
Ein Kirchhof ist in Buchhorn schon 1293 belegt, eine Nikolauskapelle wird 1325 erstmals erwähnt, ein Neubau mit spätgotischem Chor und Turm entstand zwischen 1437 und 1494, das Mittelschiff wurde im 16. Jahrhundert errichtet. 1594 – die Buchhorner Pfarrei trennte sich von der Hofener Pfarrei – wurde St.-Nikolaus-Pfarrkirche. 1745/46 erhielt das Langhaus seine heutige Form, das Erscheinungsbild wurde durch eine Barockisierung grundlegend verändert, im Stil der Neurenaissance erhielt die Kirche im 19. Jahrhundert ihre Innenausstattung.

Durch Luftangriffe im April 1944 wurde die Kirche zerstört, so dass ab August 1946 der Wiederaufbau, der mit der Altarweihe am 10. Oktober 1949 abschloss, erfolgte. Die heutige Form erhielt der Innenraum bei Erneuerungen in den Jahren 1960 und 1989.

#### Schwanenbrunnen – Tafel 1.5
Im September 1958 – nach dem Bau des Neuen Rathauses – wurde der vom Bildhauer Fritz Melis entworfene Schwanenbrunnen auf dem Adenauerplatz aufgestellt. Im ursprünglichen Brunnen befanden sich die vier bronzenen Schwäne im Becken, 1993/94 wurde der Brunnen an seinen heutigen Platz auf dem nördlichen Kirchplatz versetzt.

Koordinaten „Schwanenbrunnen“

#### Buchhorner Stadtmauer – Tafel 1.10

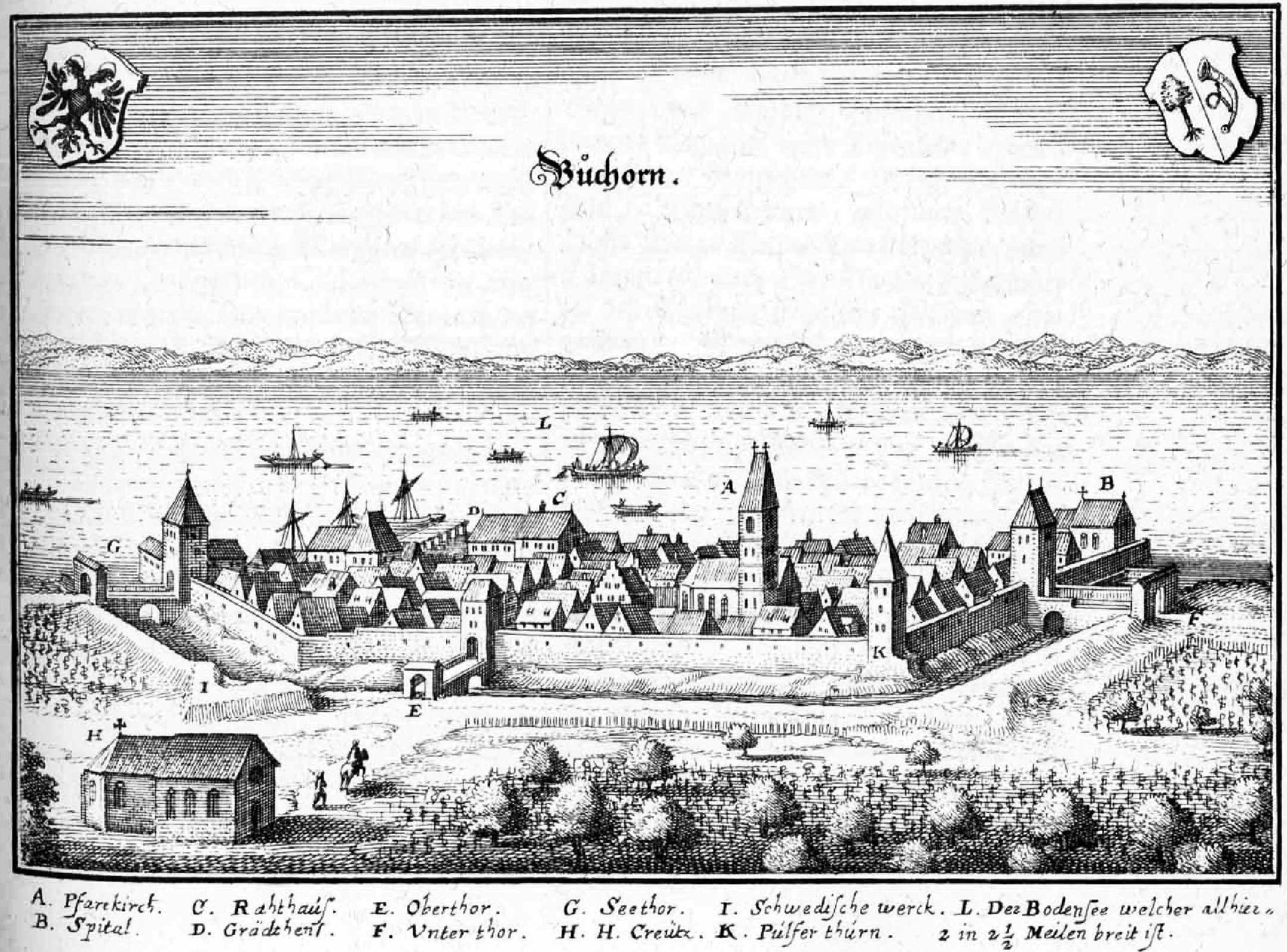
Buchhorn, Kupferstich von Merian, 1643/1656

Gegen Mitte des 13. Jahrhunderts wurde wohl ein erster Mauerring um das 1241 erstmals als Stadt erwähnte Buchhorn gezogen. Vom „Untertor“ verlief die Stadtmauer (siehe Bild) entlang der heutigen „Schanzstraße“ zum „Pulver- oder Diebesturm“, schräg zur „Wilhelmstraße“ und dem „Obertor“. Dem Seeufer folgte die Südmauer. Die Ostmauer mit dem „See- oder Türlitor“ – es bot nachts die einzige Möglichkeit durch eine zusätzlich eingebaute Tür in die Stadt zu gelangen – entsprach der heutigen Begrenzung des „Buchhornplatzes“. Während des Dreißigjährigen Kriegs legte die schwedische Besatzung der Stadt zusätzliche Verschanzungen vor der Stadtmauer an.

Der neuen Verbindungsstraße Buchhorn-Hofen musste 1812 das „Untertor“ weichen, das „Obertor“ wurde 1842 abgerissen, der „Diebesturm“ 1845, das „Seetor“ 1853. Infolge der Luftangriffe 1944 wurden viele Teile der Stadtmauer zerstört. Heute sind neben Fundamenten an mehreren Stellen nur noch Reste der früheren Stadtbefestigung zwischen ehemaligem Spital und Pfarrhaus sowie an der Seestraße zu sehen.

Koordinaten „Buchhorner Stadtmauer“; heute: Ecke Karl-/Schanzstraße

#### Altes Pfarrhaus – Tafel 1.11
Das Kloster Hofen erwarb das Gebäude 1431 von einer Schifferfamilie und verlegte den Pfarrsitz von Hofen hierher nach Buchhorn. In den Jahren 1519 und 1587 – ein Wappenstein über der Eingangstür erinnert an die Baumaßnahmen – erfolgten Erneuerungen auf Kosten des Klosters, in dessen und Besitz des Klosters Weingarten das Haus bis 1802 blieb. Von 1805 bis 1971 war das Alte Pfarrhaus in Besitz des Landes.

#### Ehemaliges Spital – Tafel 1.12
1427 wurde das ehemalige Heilig-Geist-Spital erstmals erwähnt; im Bereich der heutigen Verzweigung „Ufer-“/„Seestraße“ diente es der Aufnahme von bedürftigen und Kranken. In der Südwestecke der Stadtbefestigung wurde es nach zwei Bränden (1584 und 1738) als zweigeschossiges Haus wieder aufgebaut. Von 1892 bis zur Zerstörung am 20. Juli 1944 wurde, nachdem das Karl-Olga-Krankenhaus bezogen worden war, das Spital als Altenheim geführt. Der Abriss der Ruine erfolgte 1955, nur die seeseitige ehemalige Stadtmauer blieb erhalten. In den 1980er Jahren wurde das Areal neu bebaut.

#### Ehemaliges Gredhaus und Postamt – Tafel 1.13
Das 1387 erstmals erwähnte Gredhaus diente bis 1811 als Lagerhaus für den Warenumschlag zwischen Land- und Wassertransport. In folgenden fast einhundert Jahren bis zu seinem Abbruch 1905 diente das Gebäude unter anderem als Amtshaus, war in Besitz eines Gastwirtes, der Zollverwaltung sowie der Post- und Telegraphenbehörde.

#### Hafen – Tafel 1.14
Seit 1811 liefen Planungen, Friedrichshafen zu dem Warenumschlagsplatz im Handel des Königreichs Württemberg mit der Schweiz zu machen. Nachdem 1824 der erste Dampfer gebaut worden war, erfolgte 1847 der Spatenstich zum Bau eines Hafenbeckens. Der um 1850 an der südlichen Mole errichtete Leuchtturm wurde 1882 schon wieder abgetragen. Nach eingleisiger Anbindung des Hafenbahnhofs an den Stadtbahnhof bestand von 1869 bis 1976 eine Eisenbahnfährverbindung nach Romanshorn. Um 1900 erhielt das Hafenbecken nach zwei Erweiterungen seine heutige Form. Die alte Südmole wurde 1999 durch einen Neubau ersetzt.

#### Ehemaliger Salzstadel – Tafel 1.15
Im Jahr 1755 schlossen Maximilian III. Joseph, Kurfürst von Bayern, dreizehn Kantone der Schweiz und die damalige Stadt Buchhorn einen Salzvertrag. Daraufhin entstand 1759/60 als Warenmagazin ein 95 Meter langer Salzstadel. Bis zu seiner Zerstörung während des Zweiten Weltkriegs gab das Bauwerk dem Stadtbild ein besonderes Aussehen. Nach Abbrucharbeiten bis 1972 wurde an dieser Stelle die Kreissparkasse und später das heutige „Medienhaus k42“ neu gebaut.

#### Ehemaliger Hafenbahnhof – Tafel 1.16

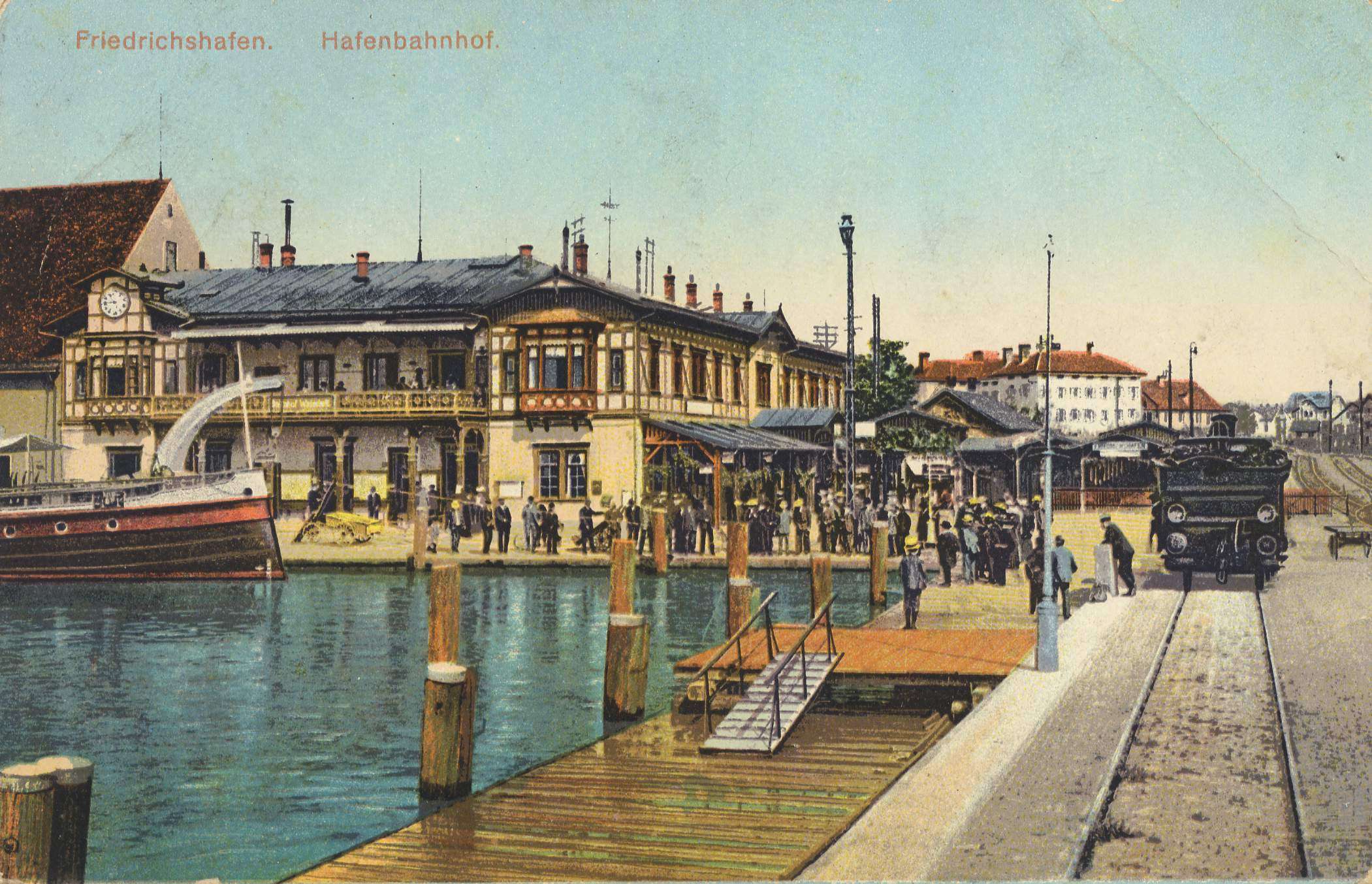
Hafenbahnhof um 1900

Ein Bahngleis war 1849 vom Stadtbahnhof zum Hafen gelegt worden. Der Hafenbahnhof in seiner heutigen Form wurde in den Jahren 1931 bis 1933 von der Reichsbahndirektion Stuttgart gebaut, bei Luftangriffen während des Zweiten Weltkriegs 1944 stark beschädigt und nach Kriegsende in der alten Form wieder aufgebaut. Seit 1996 befindet sich das Zeppelin Museum im ehemaligen Hafenbahnhof.

Koordinaten „Ehemaliger Hafenbahnhof“

#### Ehemalige Drachenstation – Tafel 1.19
Graf Ferdinand von Zeppelin benötigte für seine Luftschiffe genauere Messungen der Wetter- und besonders der Windprognosen. Deshalb wurde am 1. April 1908 im Bereich See-/Östliche Uferstraße die Wetterstation Friedrichshafen, auch „Drachenstation“ genannt, eröffnet. Für die Ermittlung der Daten ließ man Drachen und Ballone mit Messgeräten von dem eigens dafür gebauten Schraubendampfer Gna aufsteigen. 1911 wurde die Wetterstation um eine Ballonhalle und einen Gittermast mit Messgeräten ausgebaut. Die Daten wurden danach täglich an die meteorologischen Stationen zwischen Hamburg und Zürich übermittelt. 1934 wurde die „Drachenstation“ durch das neu erbaute „Aeorologische Observatorium“ bzw. ab 1944 durch eine Wetterwarte in der Eckenerstraße ersetzt. Im März 1965 erfolgte der Abriss der „Drachenstation“.

#### Marienbrunnen – Tafel 1.21
Ursprünglich wurde der Marienbrunnen 1892 auf dem „Pappelplatz“ an der Ecke Friedrich-/Karlstraße errichtet. 1924/25 erfolgte die Versetzung an den heutigen Standort. Auf dem vierteiligen Becken des Brunnens erhebt sich Maria mit dem Jesuskind.

Koordinaten „Marienbrunnen“; heute: Ecke Eckener-/Montfortstraße

#### Ehemalige Lederfabrik Hüni + Cie. – Tafel 1.22
Die Fabrik wurde 1859 durch den aus Horgen am Zürichsee stammenden Hans Heinrich Hüni (1816–1894) gegründet, und acht Jahre später entstand die spätklassizistische Villa. Als weltweiter Lieferant von Sohl- und Oberleder entwickelt sich das Unternehmen am Anfang des 20. Jahrhunderts zum zweitgrößten Arbeitgeber Friedrichshafens. Nachdem bereits im Jahr 1959 die Abteilung Oberflächentechnik gegründet worden war, wurde, der veränderten Marktsituation Rechnung tragend, 1965 die Lederproduktion eingestellt.

Koordinaten „Ehemalige Lederfabrik Hüni + Cie“; heute: Eckenerstraße 65

#### Ehemaliges Kloster Hofen – Tafel 2.1
Gräfin Bertha von Buchhorn stiftete das 1089 erstmals erwähnte Benediktinerinnen-Kloster Hofen. Es befand sich im Areal des Buchhorner Grafensitzes, an der Stelle des heutigen Schlosses, um 1101 wurde es der Benediktiner-Abtei Weingarten unterstellt. Im Dreißigjährigen Krieg werden das ganze Dorf Hofen und die alten Klostergebäude von den Schweden zerstört. Bis 1661 entsteht ein neuer Bau für die Verwaltung der Klostergüter. Ab 1695 lässt Weingarten durch Christian Thumb eine wesentlich größere Klosteranlage errichten, die nach der Einweihung 1702 von einem Männerkonvent als Priorat Hofen bezogen wurde. 1802 fällt dieses mit Weingarten an den Fürsten von Oranien-Nassau, der es sogleich aufheben lässt. Aus der barocken Klosteranlage wird das Schloss Friedrichshafen des Hauses Württemberg. Die ehemalige Klosterkirche wird seit 1812 als Pfarrkirche der Evangelischen Kirchengemeinde Friedrichshafen genutzt.

Koordinaten „Ehemaliges Kloster Hofen“; heute: zwischen Klosterstraße und Bodensee

#### Evangelische Schlosskirche – Tafel 2.2
Die heutige Schlosskirche wurde in den Jahren 1695 bis 1702 nach Plänen des aus Au im Bregenzerwald stammenden Architekten Christian Thumb erbaut und am 8. Oktober 1702 mit dem Patrozinium St. Andreas und Panthaleon eingeweiht. Die Stuckarbeiten wurden von Johann Schmuzer und seinen Söhnen geschaffen.
Einem Luftangriff am 28. April 1944 fielen der Dachstuhl, Teile des Südturms, Orgel und Kirchenbänke zum Opfer. Erst 1947/48 konnte ein Notdach errichtet werden. 1951 wurde die Kirche wieder eröffnet, und 1959 ging die Außenerneuerung mit Errichtung des neuen Kirchendachs zu Ende.

#### Schloss Friedrichshafen – Tafel 2.3
Das Schloss Friedrichshafen, auch als Kloster Hofen bekannt, ist ein 1085 gegründetes Benediktinerkloster am Westrand der Innenstadt. Nach diversen Besitzungen und der Vereinigung des Dorfes Hofen mit der Stadt Buchhorn zur Stadt Friedrichshafen (1810/11) wurde die Klosteranlage der württembergischen Hofdomänenkammer zugeteilt und die Kirche der neu gegründeten evangelischen Kirchengemeinde Friedrichshafen zur Verfügung gestellt. Ab dem Sommer 1824 wurde die Klosteranlage zur Sommerresidenz für die Könige von Württemberg umgebaut. Seither wird das Kloster Hofen als „Schloss Friedrichshafen“, die Kirche als „Schlosskirche“ bezeichnet. Bis heute wird das Schloss durch das Haus Württemberg als Privatbesitz verwaltet.

#### Ehemaliges Zollhaus – Tafel 2.5

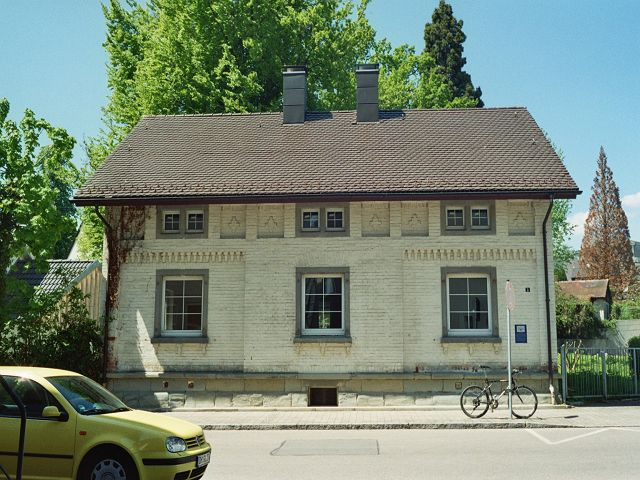
Ehemaliges Zollhaus

Württemberg erhielt Ende 1805 bei der Aufteilung Vorderösterreichs in Hofen den ersten Zugang zum Bodensee. König Friedrich ordnete danach unter anderem den Ausbau der Hafenanlagen an: Der Handel über den See sollte auf das nun württembergische Gebiet gelenkt und von der damals bayerischen Stadt Buchhorn abgezogen werden. Die Zollstelle beim Schloss wurde auch nach dem Übergang Buchhorns an Württemberg (1810) beibehalten. Das 1856 vom Königlichen Kameralamt Tettnang neue Zollhaus hatte neben mehreren Diensträumen auch eine Wohnung für den Zolleinnehmer. Ab 1906 führte es die Bezeichnung „Königliches Nebenzollamt II Schloss Friedrichshafen“. Nachdem dieses Amt 1933 geschlossen worden war, befindet sich das Gebäude seit 1976 in Privatbesitz.

#### Alter Friedhof – Tafel 2.11
Bis 1634 erfolgten die Bestattungen im Bereich des heutigen Schlosses, dann wurde der Friedhof durch das Kloster Hofen für die Orte Hofen, Seemoos, Windhag und Trautenmühle angelegt. Ab 1812 wurden hier die Toten von ganz Friedrichshafen beigesetzt. Trotz einiger Erweiterungen im 19. Jahrhundert blieb das Gelände zu klein, so dass 1898 mit der Anlage des heutigen Hauptfriedhofs begonnen wurde. Seitdem durften bis 1956 auf dem Alten Friedhof nur noch Familiengräber belegt werden. Eine Ausnahme bildeten die Soldatengräber des Ersten Weltkriegs für 34 Tote des Lazaretts Friedrichshafen. Im Sommer 1967 erfolgte unter Abräumung von etwa 80 Prozent der noch vorhandenen 548 Grabstellen die Umwandlung des Friedhofs in eine Parkanlage. Die 1851 erbaute Friedhofskapelle „St. Johannes von Nepomuk“ blieb erhalten.

Koordinaten „Alter Friedhof“; heute: Alter Friedhofweg/Brunnenstraße

#### Lindenbrunnen – Tafel 2.12
Jahrhundertelang stand hie die Hofener Dorflinde und daneben ein Pumpbrunnen, der auch als Viehtränke genutzt wurde, mit gusseiserner Säule und Schwengel. 1924, während Kanalisationsarbeiten, wurde der Brunnen abgedeckt und erst 1959 wiederentdeckt. 1979 musste der Brunnen einer Fahrbahnerweiterung weichen und erhielt 1984 seine heutige Form.

In der Fasnachtzeit werden hier die „Buchhornhexen“ getauft, daher wird der Brunnen auch „Hexenbrunnen“ genannt.

#### Schlossbergbrücke – Tafel 2.21
Durch den im Dezember 1873 geschlossenen Staatsvertrag zum Bau der Bahnstrecke Stahringen–Friedrichshafen musste ab März 1900 der Einschnitt zwischen Schmid- und Zeppelinstraße ausgehoben werden. Innerhalb von nur fünf Monaten wurden sowohl der Einschnitt als auch die zwei Brücken in der Schloss- und der Werastraße realisiert. Die Strecke wurde Anfang Oktober 1901 eröffnet.

Koordinaten „Schlossbergbrücke“; heute: Schloßstraße, zwischen Zeppelin- und Schmidstraße

#### Ehemalige Villa Winz – Tafel 2.22

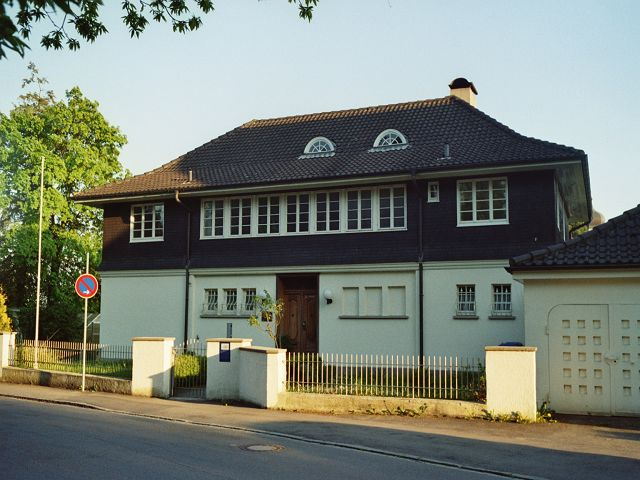
Villa Winz

Die Stuttgarter Architekten Friedrich Eugen Scholer und Paul Bonatz entwarfen die Pläne für die 1915 von Theodor Winz, in den Jahren 1913 bis 1919 im Zeppelin-Konzern beschäftigt, errichtete Villa. 1938 erwarb das Land diesen herausragenden Privatbau und betrieb dort bis 1998 das Staatliche Gesundheitsamt.

#### Ehemaliges Hotel Deutsches Haus – Tafel 3.2
In dem von Johann Kaufmann 1812 errichteten Siedlerhaus wurde nach einer Erweiterung ab 1848 das Hotel „Deutsches Haus“ geführt, fünf Jahre später kam eine Posthalterei hinzu. Bis 1918 diente das Gebäude Post und Hotel gleichermaßen, galt sogar als bestes Hotel der Stadt. Dann übernahm die Stadt Friedrichshafen, die dort unter anderem Wohnungen vermietete, das Bezirksarbeitsamt führte und eine Volksküche für Bedürftige einrichtete, das Haus. Im April 1944 wurde das Gebäude bei einem Luftangriff vollständig zerstört. Das Grundstück diente nach Abbruch der Ruine bis 1992 als Parkplatz, seit 1995 steht hier das neu erbaute „Seehotel“.

#### Stadtbahnhof – Tafel 3.3
Das älteste Bahnhofsgebäude am Bodensee wurde 1846/1847 nach Plänen des Stuttgarter Architekten und Oberbaurats Ludwig Friedrich von Gaab erbaut und am 8. November 1847 mit dem ersten Teilstück der Bahnstrecke Ulm–Friedrichshafen (Südbahn) nach Ravensburg eröffnet. Im Zuge der Fertigstellung der von Überlingen her kommenden Strecke wurde das Bahnhofsgebäude bis 1901 um zwei Seitenflügel erweitert.

Koordinaten „Stadtbahnhof“; heute: Bahnhofplatz / Friedrichstraße

#### Königin-Paulinenstift – Tafel 3.10
Seine Anfänge hat das Paulinenstift in angemieteten Räumen: hier erfolgte 1856 durch Königin Pauline von Württemberg die Gründung einer Höheren Töchterschule. Bis 1936 wurde die Einrichtung mit Internat, Haushaltsklasse, Gartensaal, Kindergarten als auch Turn- und Festhalle erweitert. 1936 wurde – wie alle Privatschulen – die Mädchenrealschule geschlossen. Fünf Jahre nach Kriegsende folgte der Wiederaufbau als Seniorenheim und Haushaltsschule.
Im Stift hängen Kopien einiger Briefe, die etwas über die Anfänge und den Betrieb der Einrichtung vermitteln:

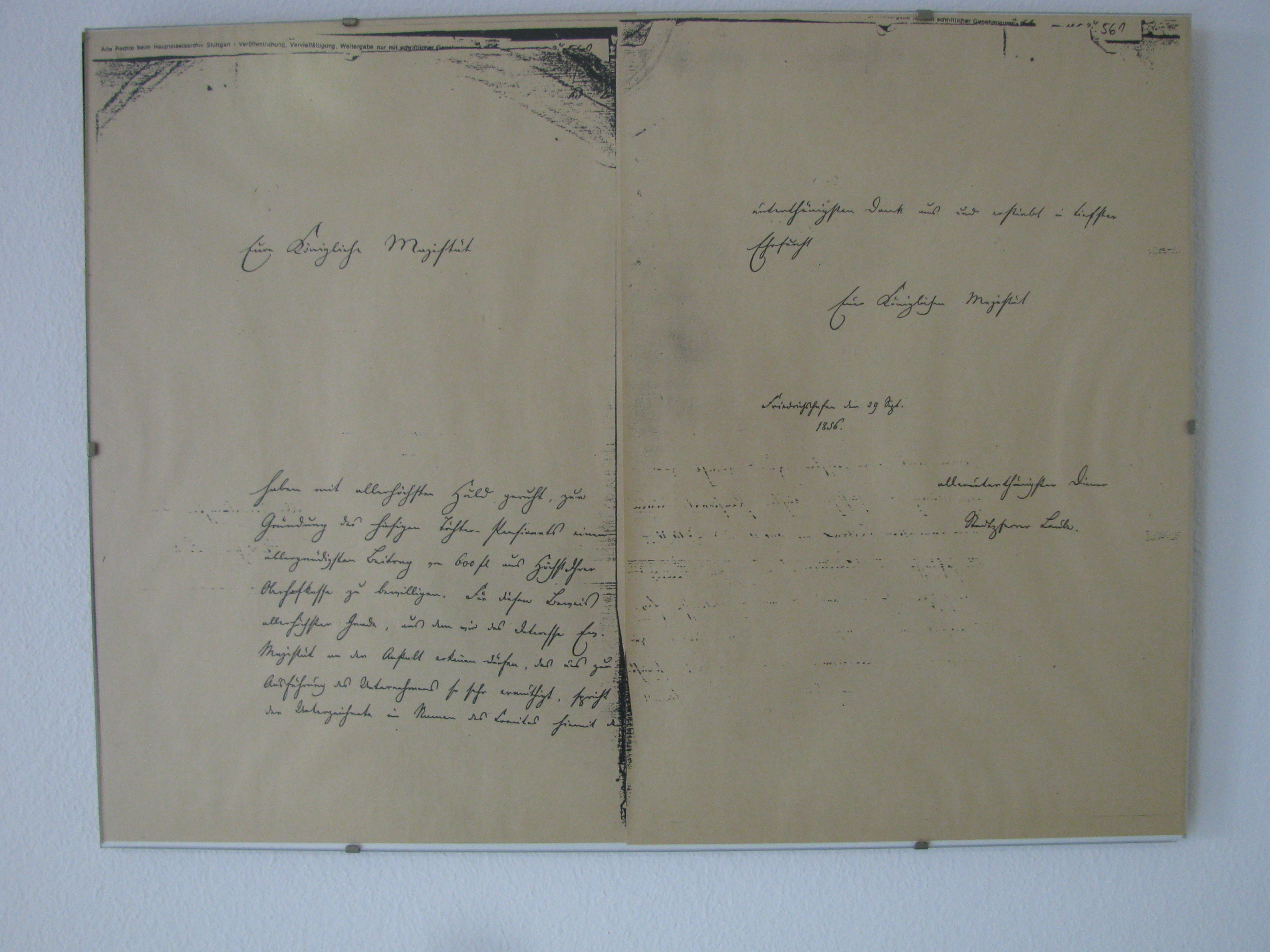
Brief an Königin Pauline von Württemberg, 29. Sept. 1856

- „Eure Königliche Majestät! / Haben mit allerhöchster Huld geruht zur Gründung des hiesigen Töchterpensionats euer allergnädigsten Beitrag von 600 fl. (Gulden) aus höchster Oberhofkasse zu bewilligen. Für diesen Beweis allerhöchster Gnade, aus dem wir das Interesse ihrer Majestät an der Anstalt erkennen dürfen, das uns zur Ausführung des Unternehmens so sehr ermutigt, spricht der Unterzeichnende im Nahmen der Karitas hiermit den unterthänigsten Dank aus und verbleibe in tiefster Ehrfurcht Eurer Königlichen Majestät allerunterthänigster Diener (Unterschrift nicht lesbar) / Friedrichshafen den 29. September 1856“ (siehe Bild)
- „Königliche Majestät! Gnädiger Herr und König! / Gestern erhielt ich das gnädige Geschenk für das Stift, bestehend aus einem Klavier und vor einer Woche, durch Zusendung des Baron von Spitzberg, die Zeichenvorlagen von Prof. Schedtle. / Ihre Königin Majestät wollen gnädig erlauben, dass ich dafür unseren unterthänigsten Dank ausdrücke. Ich hoffe das schöne Instrument wird die jungen Mädchen in der Musik ereifern und die Vorlagen sie mäßig anleiten. / Auch erlaube ich mir hiermit noch für den gnädigen Besuch der Königlichen Majestäten im Paulinenstift unterthänig zu danken, mit der Versicherung, dass dem Königshaus im Institut alle Herzen warm entgegen schlagen. / Der Königlichen Majestät Unterthänigste Dienerin Bertha von Kramer / Friedrichshafen den 8. November 1864“
- „An die Freunde des Paulinenstifts. / Im Paulinenstift und seinem Nebenhaus stehen vom 23. Juli bis 29. August d. J. für Gäste einige Zimmer mit 2–4 Betten zur Verfügung. Wir möchten Bekannten und Freunden der Anstalt, die zu bescheidenen Preisen am See ein paar Ferintage oder -Wochen zubringen wollen, davon Mitteilung machen. Pensionspreis für den Tag RM. 3.50. (Einzelzimmer RM. 4.–), Kinder je nach Alter RM. 2.50–3.–, dazu 5 % für Bedienung. In der Pension sind inbegriffen: Bett, Frühstück mit Butter und Eingemachtem, Mittag- und Abendessen; Nachmittagskaffee (1 Portion Kaffee mit Milch und 2 Brötchen) berechnen wir mit 20 Pfg. Nichtgenossene, rechtzeitig abgemeldete Mahlzeiten werden in Abzug gebracht. Die Verpflegung ist gut und reichlich. / Stiftspark und -gärten stehen unseren Gästen zur Verfügung; ebenso Liegestuhl und Stiftsruderboot gegen eine kleine Abnützungsgebühr. Zum Stadtbahnhof sind es 3, zum Hafen und zum Strandbad je 10 Minuten; dorthin regelmäßig Autoverbindung. Auf eines machen wir aufmerksam: die Friedrichstraße, an der unser Haus liegt, weist an Sonntagen im Juli und August einen lebhaften Verkehr auf. Wir machen diese Bemerkung für solche Gäste, die gegen Autolärm im besonderen Maß empfindlich sind. (…) Mit freundlichem Gruß Erna v. Domarus / Professor Neef / im Juni 1935“

Koordinaten „Königin-Paulinenstift“; heute: Ecke Friedrich-/Olgastraße

#### Karl-Olga-Brunnen – Tafel 3.11
Nach einer Initiative des Verschönerungsvereins entstand 1886 der aus rotem Veroneser Marmor gefertigte Karl-Olga-Brunnen. Der im Renaissancestil ausgeführte Brunnen trägt die Initialen des damaligen Königspaars, Karl I. und Olga Nikolajewna Romanowa, von Württemberg. Der ursprünglich der Straße zugewandte Brunnen wurde bei der Neugestaltung des Kreuzungsbereichs Olga-/Friedrichstraße zum Bodensee hin ausgerichtet.

Koordinaten „Ehemaliger Hafenbahnhof“; heute: Ecke Olga-/Friedrichstraße

#### Ehemaliges Kurhaus und Kurgartenhotel – Tafel 3.12
Im 1864 entstandenen Kurgarten wurde 1872 ein Kurhaus, das 1877 in Besitz der Stadt überging, errichtet. 1909/10 wurde es abgerissen und durch den Neubau des Kurgartenhotels ersetzt. Im April 1944 wurde es während eines Luftangriffs schwer beschädigt, diente bis 1956 der französischen Kommandantur und wurde 1971 abgerissen.

#### Uferpromenade – Tafel 3.13
Von 1911 bis 1913 wurde die Uferpromenade in zwei Bauabschnitten angelegt: der erste, vom Kurgartenhotel bis zur Altstadt mit Gondel- und Yachthafen, entstand im Winter 1911/12. Ein Jahr später wurde das Ufer vor der
Altstadt aufgeschüttet und die Promenade bis zum Schiffshafen fortgesetzt.

Koordinaten „Uferpromenade“

#### Ehemalige Villa Bühler-Scupin – Tafel 3.14
Karl Gustav Friedrich von Bühler (* 1817 in Stuttgart, † 1892 in Friedrichshafen) war Domänendirektor und Mitglied des deutschen Reichstags. 1885 erhielt er die Genehmigung zum Bau einer Villa am Ufer des Bodensees. Seine Enkelin Dora Bühler-Scupin machte das Gebäude und den es umgebenden Park zu einem kulturellen und gesellschaftlichen Mittelpunkt. Am 28. Mai 1944 wurde die Villa durch Sprengbomben völlig zerstört.

#### Kaiser-Wilhelm-Denkmal – Tafel 3.16
Im Stadtgarten steht seit 1912 das Denkmal zu Ehren Kaiser Wilhelms (1797–1888), dem seit 1871 ersten Oberhaupt des zweiten Deutschen Kaiserreichs. Aufgrund familiärer Bindungen zum Hause Baden kam er häufig an den Bodensee und auf die Insel Mainau. Der Friedrichshafener Verschönerungsverein beschloss nach dem Tod des Kaisers die Errichtung eines Denkmals. Die vom in Friedrichshafen geborenen Bildhauer Bruno Diamant (1867–1942) entworfene bronzene Büste steht auf einem Sockel aus belgischem Granit. Das Denkmal wurde am 3. Juli 1889 im Uferrondell am Kohlbach enthüllt.

#### Gustav-Schwab-Gedenkstein – Tafel 3.17
Der an den schwäbischen Dichter Gustav Schwab (1792–1850) erinnernde Gedenkstein, auch von Bruno Diamant entworfen, wurde 1895 vom Friedrichshafener Verschönerungsverein im Park des städtischen Kurhauses (siehe Tafel 3.12) aufgestellt. Das aus Kupfer getriebene Relief auf grob behauenem Kalksteinblock zeigt das Porträt des zur Schwäbischen Dichterschule gerechneten Pfarrers und Schriftstellers. Mit seinen Sagen des klassischen Altertums (1838–1840) hat er einen Klassiker der deutschsprachigen Kinder- und Jugendliteratur geschaffen. Den Menschen am Bodensee ist er durch seine Ballade Der Reiter und der Bodensee und den 1827 erschienenen „ersten Reiseführer zum Bodensee“ in Erinnerung. Seinen heutigen Platz fand der Gedenkstein 1912, als er an die neue Uferstraße versetzt wurde.

#### Kriegerdenkmal – Tafel 3.18
Das im östlichen Stadtpark stehende Kriegerdenkmal war ursprünglich auf dem Alten Friedhof geplant. Den im Jahr 1929 durchgeführten Wettbewerb gewann der aus Ludwigsburg stammende Bildhauer Erwin Dauner (Entwurf) und der Fischbacher Bildhauer Josef Heckler (Ausführung). Das aus Tuffstein gehauene Denkmal wurde am Totensonntag 1930 eingeweiht. Es verzichtete nicht auf die übliche Ehrung der gefallenen Soldaten des Ersten Weltkriegs und ist dem „trotzigen Dennoch“ im Totengedenken der Weimarer Republik verpflichtet: Ein entschlossen blickender Krieger verbindet sich seinen verwundeten Arm, bereit weiter für das Vaterland „gegen eine Welt von Feinden“ zu kämpfen. Auf Namenstafeln wurde ursprünglich verzichtet, wie es auch anderenorts angesichts der vielen Gefallenen häufig üblich war. Am Volkstrauertag 2004 wurden auf private Initiative um das Denkmal sechs Stelen aufgestellt. Diese führen die Namen der toten Friedrichshafener Soldaten und Zivilisten, die während der beiden Weltkriege ums Leben gekommen sind.

#### Zeppelinbrunnen – Tafel 3.19
Da, wo früher vor dem Alten Rathaus der Marktbrunnen stand, ließ der Kaufmann Alois Vollenweider (1845–1917) einen neuen Brunnen errichten. Der Münchener Bildhauer Bruno Diamant schuf ihn aus Lyoner Kalkstein. Der am 24. Juli 1909 eingeweihte und nach dem Grafen Zeppelin benannte Brunnen zeigte einen Jungen, der, einen Zeppelin in seinen Händen haltend, auf einer Weltkugel steht. 1956 wurde der Brunnen abgebrochen, der oberste Teil fand jedoch Verwendung in einem neuen Zeppelinbrunnen (1961–2000), der auf dem Kirchplatz stand. Zum 100-jährigen Jubiläum des ersten Luftschiffaufstiegs wurde der ursprüngliche Brunnen rekonstruiert und am heutigen Standpunkt zwischen Friedrichstraße und Uferanlagen aufgestellt.

Koordinaten „Zeppelinbrunnen“; heute: Friedrichstraße, gegenüber Einmündung Riedleparkstraße

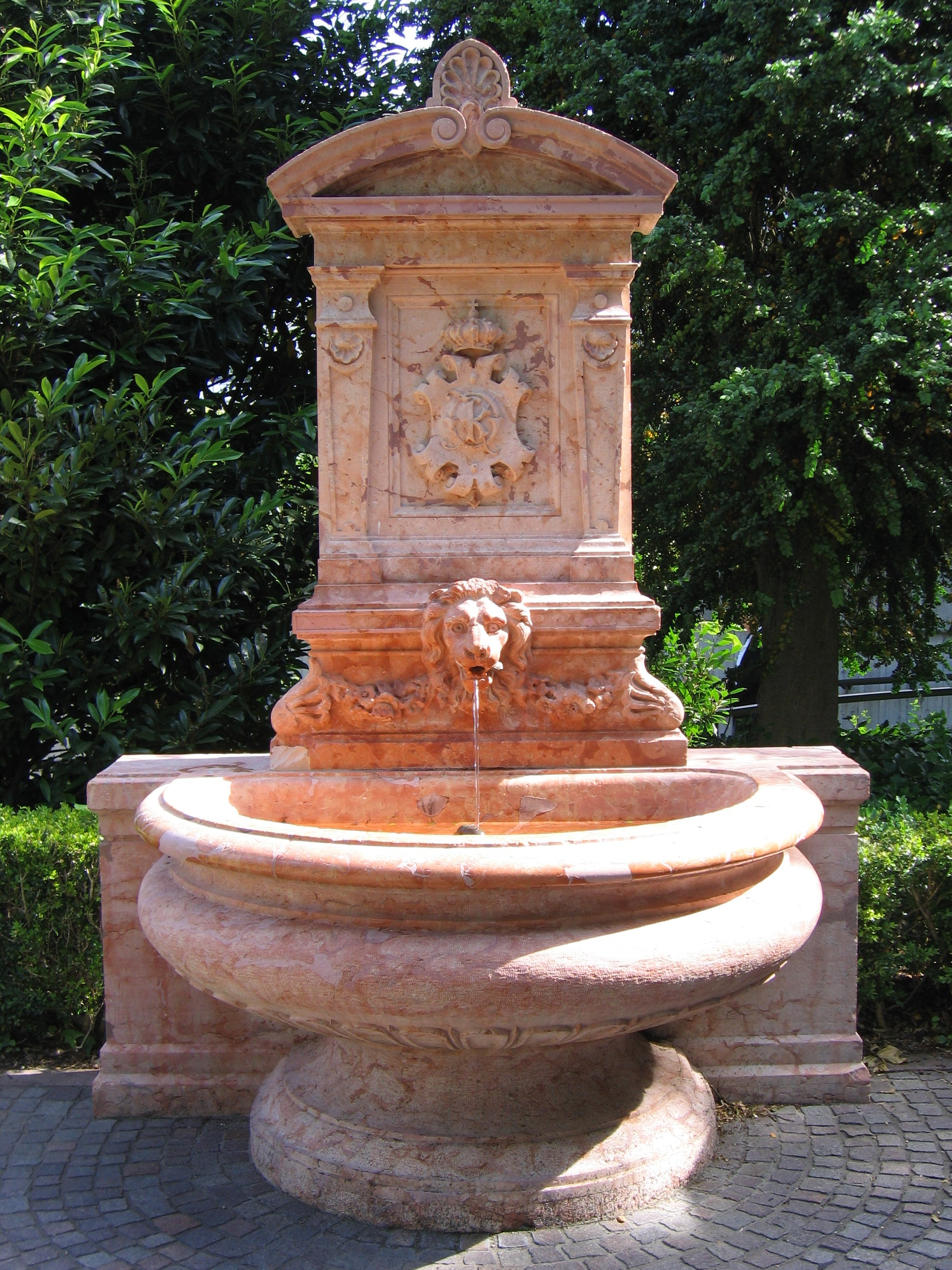
Karl-Olga-Brunnen
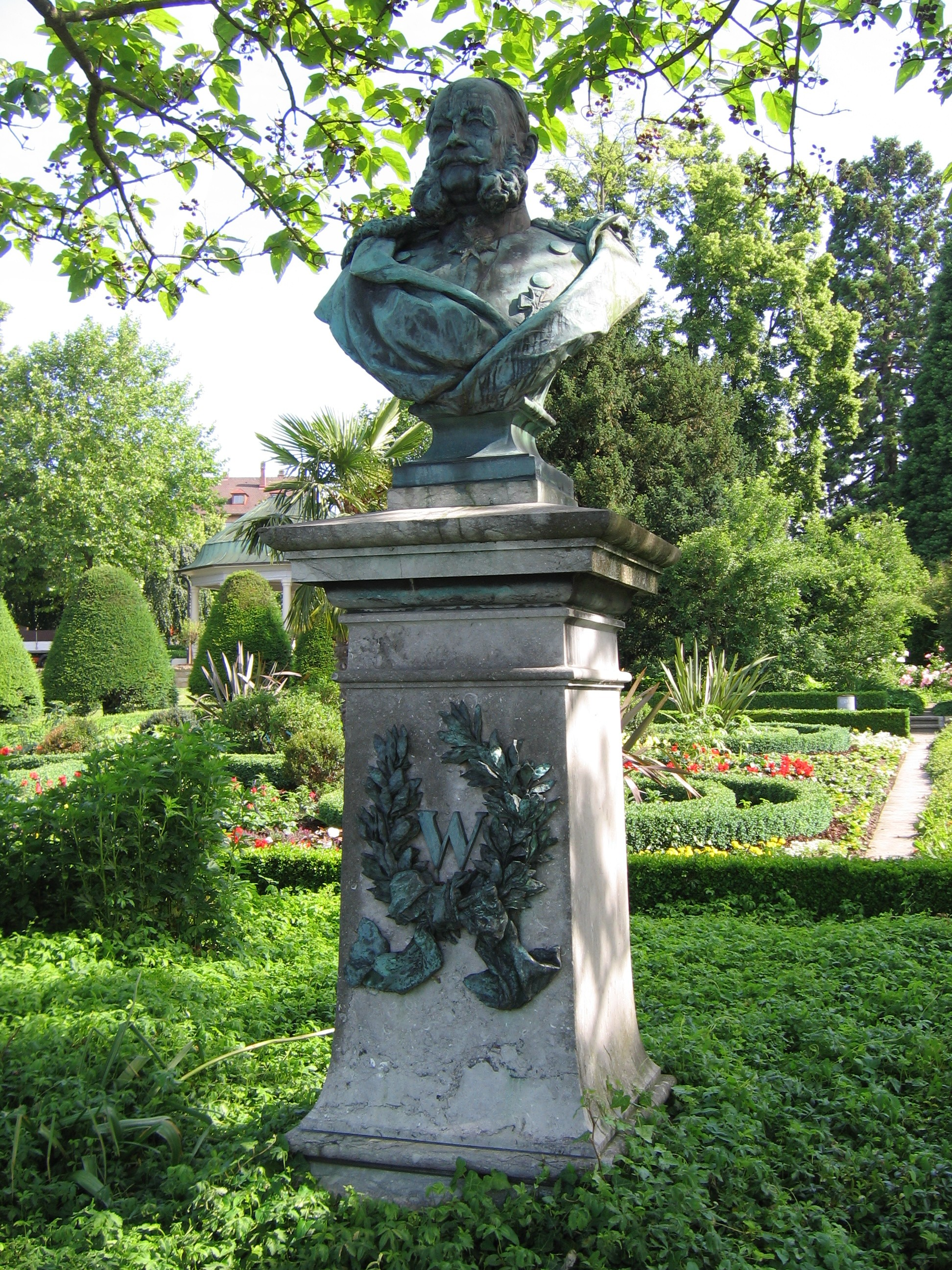
Kaiser-Wilhelm-Denkmal
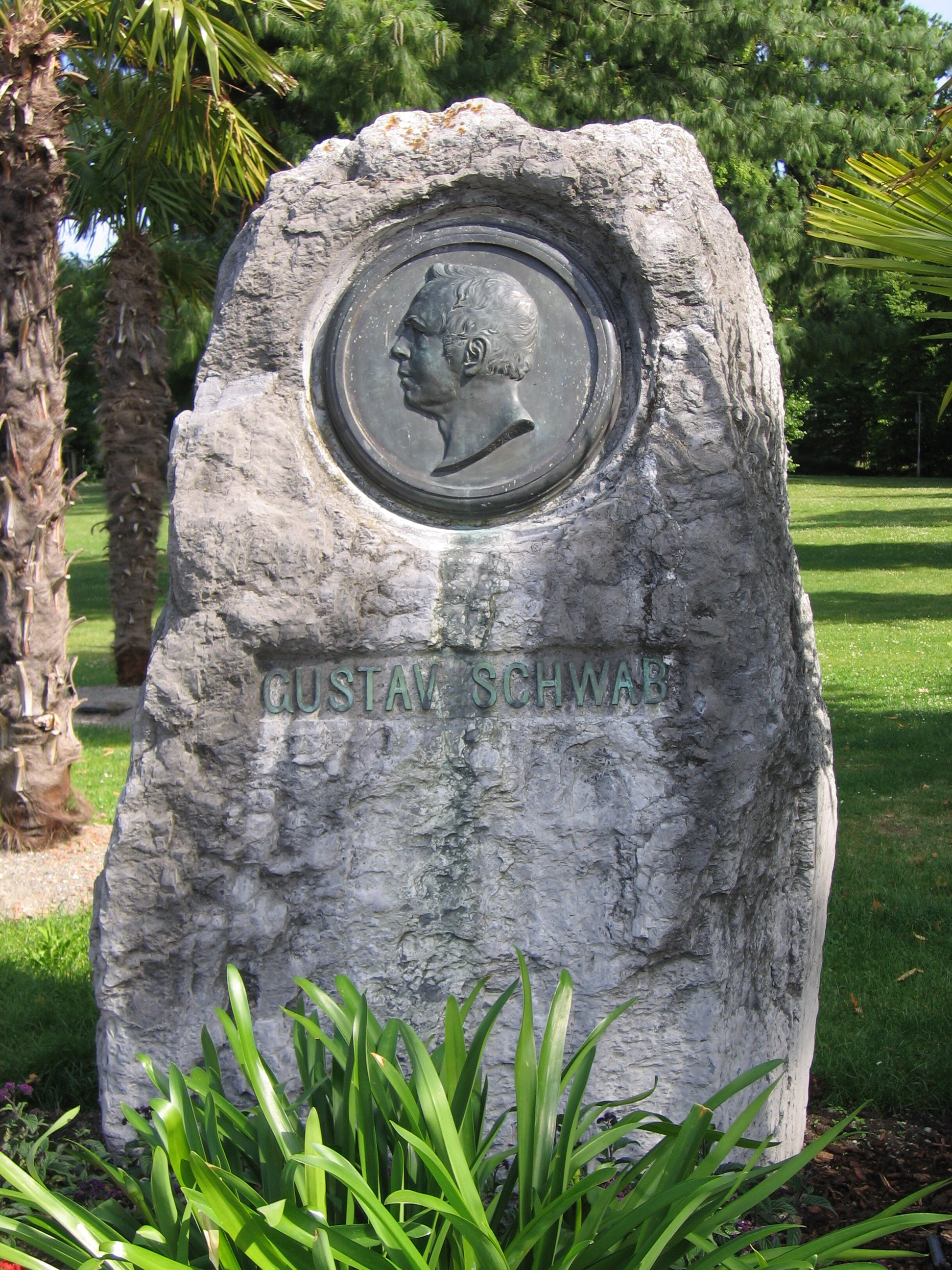
Gustav-Schwab-Gedenkstein
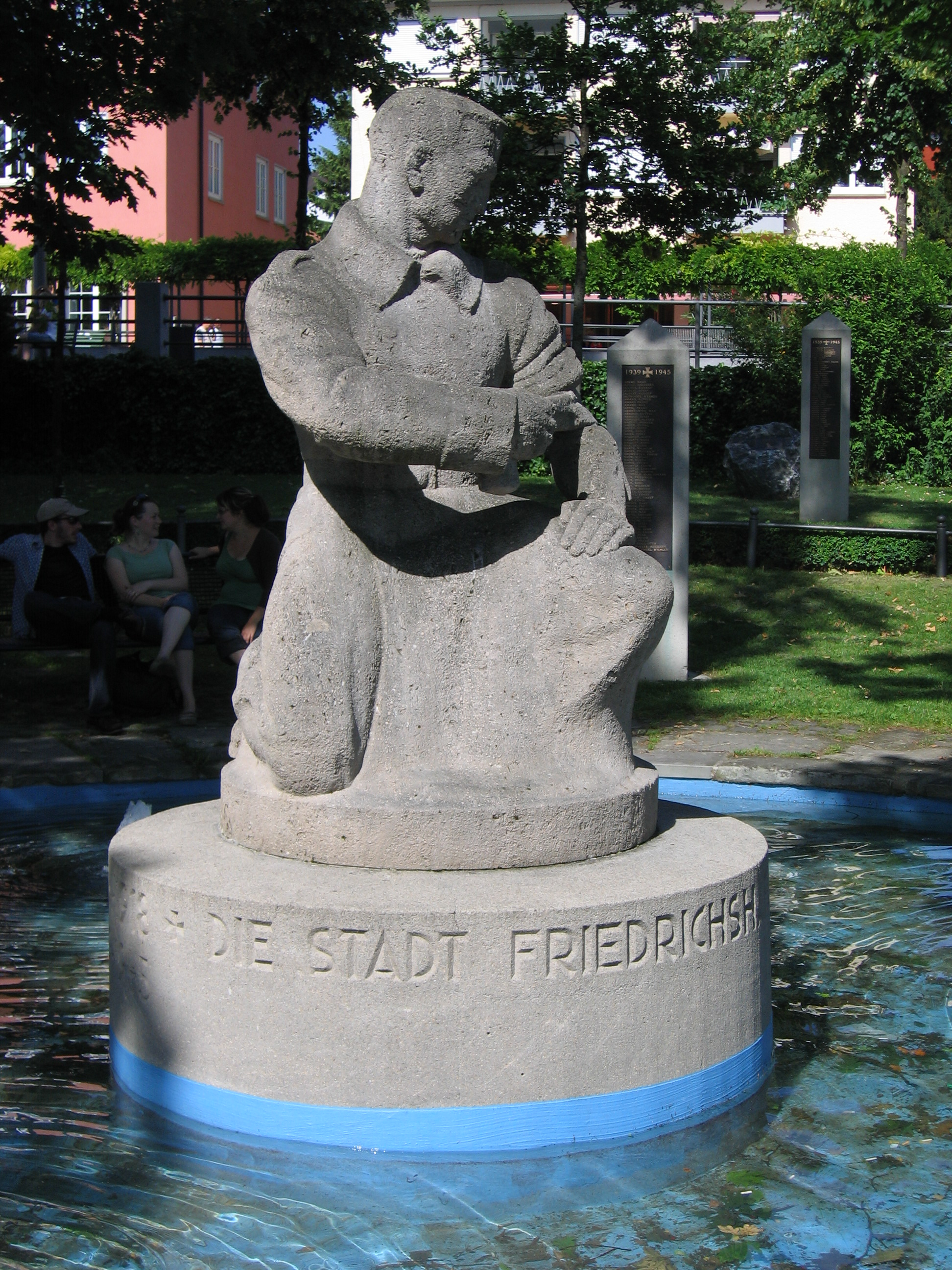
Kriegerdenkmal
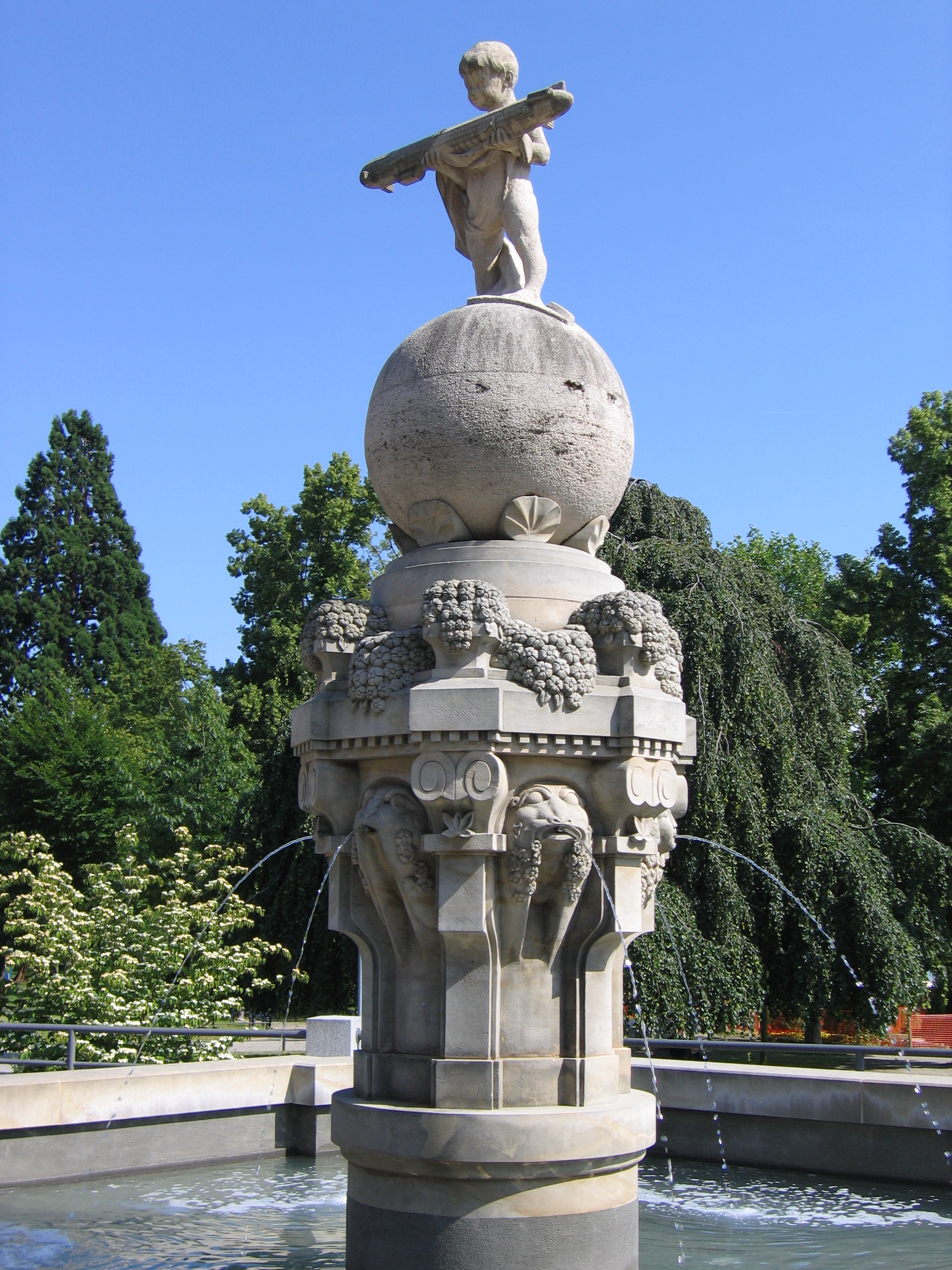
Zeppelinbrunnen

#### Ehemalige Alte Apotheke – Tafel 3.21
Die Alte Apotheke ist das letzte in der ursprünglichen Form erhaltene Gebäude der ab 1812 erbauten Neustadt. Bauherr war der Apotheker Wilhelm Weismann. Bis 1922 war es Sitz der einzigen Apotheke in der Stadt; sie wurde bis 1992 weitergeführt. Seit 2002 dient das Gebäude dem Südwestrundfunk als „Studio Friedrichshafen“.

#### Kath. Pfarrkirche St. Petrus Canisius – Tafel 4.1
Bedingt durch den starken Zuwachs an Gemeindemitgliedern, begann man Anfang des 20. Jahrhunderts mit der Planung eines neuen Kirchengebäudes. Durch den Ersten Weltkrieg unterbrochen, beschloss der Kirchenstiftungsrat 1926 den Bau am heutigen Standort an der Ecke Charlotten-/Katharinenstraße. Nach der Grundsteinlegung am 9. Oktober 1927 durch Bischof Joannes Baptista Sproll, wurde etwa ein Jahr später, am 25. November 1928, der von Hugo Schlösser geplante Klinkerbau eingeweiht. Während des Zweiten Weltkriegs durch Luftangriffe stark beschädigt, wurde die Kirche in den Jahren 1968 und 1995 umfassend renoviert.

Koordinaten „Kath. Pfarrkirche St. Petrus Canisius“; heute: Ecke Charlotten-/Katharinenstraße

#### Pestalozzischule – Tafel 4.4
Da das alte Schulhaus bei der Nikolauskirche die vielen Schüler nicht mehr aufnehmen konnte, begann die Stadt im Jahr 1905 mit der Planung einer neuen katholischen Volksschule. Bis 1924 wurde der Südflügel errichtet, bis 1928 entstand der Mittelbau und bis 1934 erfolgte der Anbau des Nordflügels. Benannt ist die Schule nach dem Schweizer Pädagogen und Schulreformer Johann Heinrich Pestalozzi (1746–1827).

Koordinaten „Pestalozzischule“; heute: Allmandstraße 15

#### Ehemaliges Eisenbahnausbesserungswerk – Tafel 4.9
Das Eisenbahnausbesserungswerk wurde im November 1847 am Ende der Südbahn in Betrieb genommen. Anfangs kamen nur württembergische Schienenfahrzeuge, nach Zusammenlegung der Länderbahnen auch Lokomotiven und Waggons aller Länderbahnen zur Wartung nach Friedrichshafen. Nach teilweiser Zerstörung im Zweiten Weltkrieg diente es bis 1952 den französischen Besatzungstruppen als zentrale Werkstätte. Mangels Auslastung erfolgte 1960 die Angliederung an das Werk in Cannstatt, ehe es am 31. Dezember 1974 endgültig geschlossen wurde.

Koordinaten „Ehemaliges Eisenbahnausbesserungswerk“; heute: Ecke Olga-/Eugenstraße

#### Ehemaliges Ledigenheim – Tafel 4.10

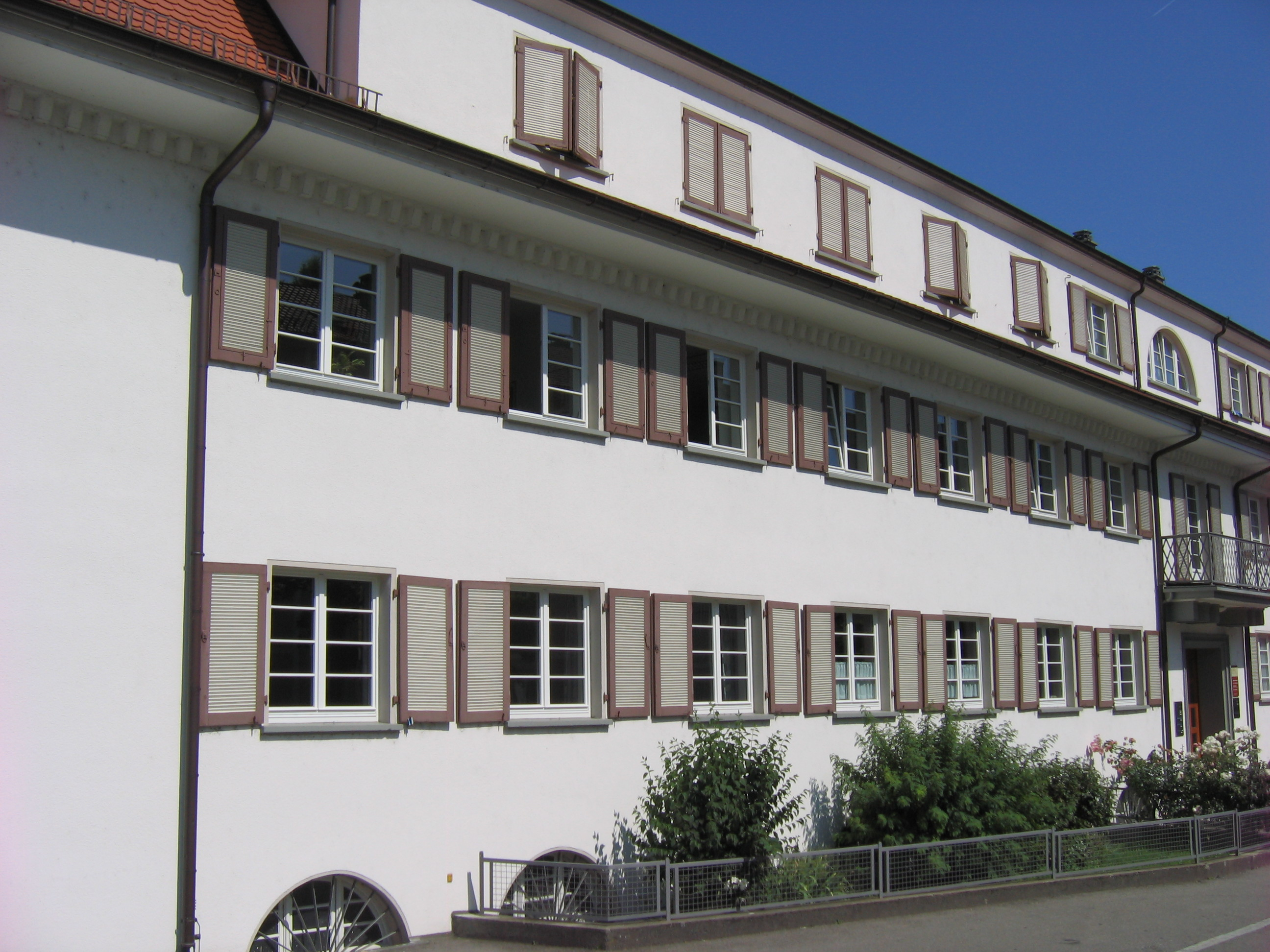
Station 4.10: Ehemaliges Ledigenheim

1915 wurde, an der Einmündung der heutigen Ernst-Lehmann-Straße in den Maybachplatz, nach Plänen der Stuttgarter Architekten Friedrich Eugen Scholer (1874–1949) und Paul Bonatz (1877–1956) von der Zeppelin-Stiftung ein Wohnheim für ledige männliche Werksangehörige des Zeppelinkonzerns errichtet. Dem durch den Ersten Weltkrieg erhöhten Arbeitskräftebedarf wurde hier mit 120 zu vermietenden Betten entgegengekommen. Im Untergeschoss befanden sich Dusch- und Wannenbäder, die auch von der Öffentlichkeit benutzt werden durften, später die Stadtbibliothek. Im Obergeschoss hatte bis 1998 die Verwaltung der Zeppelin Wohlfahrt GmbH ihren Sitz.

Koordinaten „Ehemaliges Ledigenheim“; heute: Ecke Ernst-Lehmann-/Colsmannstraße

#### Ehemaliger Zeppelin-Saalbau – Tafel 4.11
Nach Plänen der Stuttgarter Architekten Friedrich Eugen Scholer (1874–1949) und Paul Bonatz (1877–1956) wurde von 1915 bis 1917 im Auftrag der Zeppelin-Wohlfahrt GmbH der Zeppelin-Saalbau errichtet und am 20. März 1917 feierlich eingeweiht. Ursprünglich als „Speisehaus“ für die Werksangehörigen gedacht, diente er mit Café, Leseraum, Kegelbahnen und Billardzimmer in den Folgejahren für politische Veranstaltungen, Feiern, Konzerte und Theater. Während der Luftangriffe im April und Juli 1944 wurde der Saalbau zerstört. Die Zeppelin-Wohlfahrt stellte 1956 das Gelände der Stadt Friedrichshafen zum Bau der Gewerbeschule, heute Karl-Maybach-Gymnasium, und des „Cinémas“ für die französische Garnison zur Verfügung.

#### Ehemalige Zeppelin-Werft – Tafel 4.12
Nach einer großen Volksspende gründete Graf Ferdinand von Zeppelin 1908 die Firma Luftschiffbau Zeppelin GmbH; als Standort wählte er das weitläufige Gelände am Riedlewald. Während des Ersten Weltkriegs wurden hier zahlreiche Luftschiffe gebaut, während des Zweiten Weltkriegs Teile der Angriffsrakete V2, Radaranlagen und Flugzeugteile hergestellt.
In mehreren Luftangriffen vom Juni 1943 bis Februar 1945 wurde die Zeppelinwerft zum großen Teil zerstört.

#### Villa Colsman – Tafel 4.13

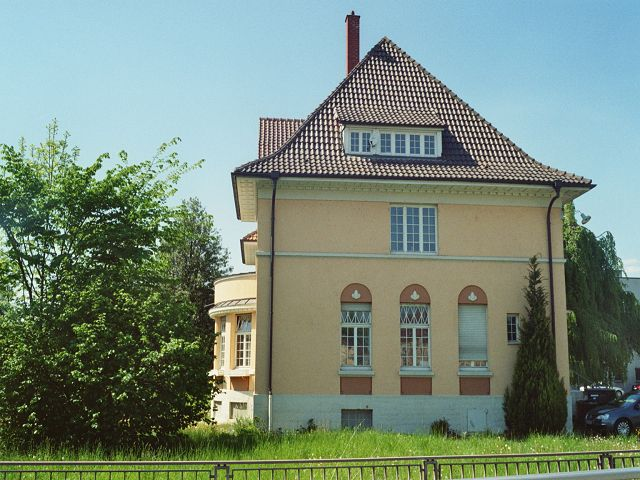
Villa Colsman

Unmittelbar nach Gründung der Luftschiffbau Zeppelin GmbH wurde 1909/10 am Haupteingang zum neuen Werksgelände das als firmeneigenes Direktorenhaus geplante Gebäude von Paul Bonatz erbaut. Es diente dem ersten Geschäftsführer Alfred Colsman als Dienstwohnung. Nach Ausscheiden Colsmans wurde die Villa in ein Dreifamilienhaus umgebaut und zum Teil als Büro genutzt.

Colsman gilt aufgrund seiner zahlreichen Firmengründungen als Vater der industrielle Entwicklung Friedrichshafens. Zum Zeppelin-Konzern gehörten seinerzeit neben der Luftschiffbau Zeppelin GmbH die Maybach-Motorenbau GmbH, die Zahnradfabrik AG und die Dornier-Metallbauten GmbH.

#### Zeppelindorf – Tafel 4.15
Mit der Errichtung des Zeppelindorfs in den Jahren 1914 bis 1919 wurde von der Zeppelin-Wohlfahrt GmbH der immer stärker nach Friedrichshafen ziehenden Arbeitskräfte entsprechender Wohnraum geboten. Die Siedlung bestand aus Reihen-, Einzel-, Doppelhäusern, einer „Consum-Anstalt“, der Zeppelin-Metzgerei, einem Gasthof und war durch eine Verbindungsstraße direkt mit dem Werksgelände verbunden.
Das während des Zweiten Weltkriegs stark beschädigte Zeppelindorf, immer noch im Besitz der Zeppelin-Wohlfahrt, gilt als „Gartenstadt“ und ist heute ein Kulturdenkmal besonderer Bedeutung.

Koordinaten „Zeppelindorf“; heute: König-Wilhelm-Platz, Zufahrt von der Meistershofener Straße

#### Riedlehof – Tafel 4.16
Der an der Ecke Ailinger-/Goethestraße gelegene Riedlehof wurde am 24. Mai 1909 von der Luftschiffbau Zeppelin GmbH gekauft und 1916 von der Zeppelin Wohlfahrt GmbH übernommen. Nach Zukäufen weiterer Höfe umfasste die Gesamtfläche etwa 76 Hektar und die erwirtschafteten Produkte aus Gemüse-, Getreideanbau und Viehzucht dienten bis zur fast vollständigen Zerstörung im Zweiten Weltkrieg besonders den Betrieben der Zeppelin-Wohlfahrt.

Koordinaten „Riedlehof“; heute: Ecke Ailinger -/Goethestraße

#### Kapelle St. Georg
Die 1410 erstmals erwähnte Kapelle gab der umliegenden Siedlung, ehemals Adanshofen, ihren Namen. Der heutige, 1481/82 entstandene Bau gehörte bis 1806 zum Kloster Löwental. 1821 wurde sie den St. Georgern Bürgern überlassen. Am 23. April wird hier nach alter Tradition der Georgstag gefeiert.

Koordinaten „Kapelle St. Georg“; heute: Dietostraße / Ravensburger Straße

#### Teuringertal-Bahn: Mühlösch
Die 1922 fertiggestellte Teuringertal-Bahn verband den Bahnknoten Friedrichshafen mit den Gemeinden Schnetzenhausen, Berg und Oberteuringen im Hinterland. 1954 wurde der Personen, 1960 der Güterverkehr eingestellt.

Koordinaten „Teuringertal-Bahn: Mühlösch“; heute: Mörikestraße, vor der Fußgängerbrücke über die Rotach

#### Trautenmühle
Auf dem heutigen Gelände der Technischen Werke Friedrichshafen befand sich früher die „Trutenmüli“; 1837 wurde dieses Areal mit Sägewerk und Mühle durch König Wilhelm I. von Württemberg gekauft und später eine Kunstmühle errichtet. 1903 vernichtete ein Feuer die Gebäude. Wieder aufgebaut, wurden das Anwesen 1908 erneut ein Opfer von Flammen. Der wiederum aufgebaute Betrieb gelang 1917 in den Besitz der Zeppelin Wohlfahrt. Während der Luftangriffe in den Jahren 1942 und '43 wurden alle Gebäude zerstört.

Koordinaten „Trautenmühle“; heute: Kornblumenstraße

#### Wasserturm im Riedlewald

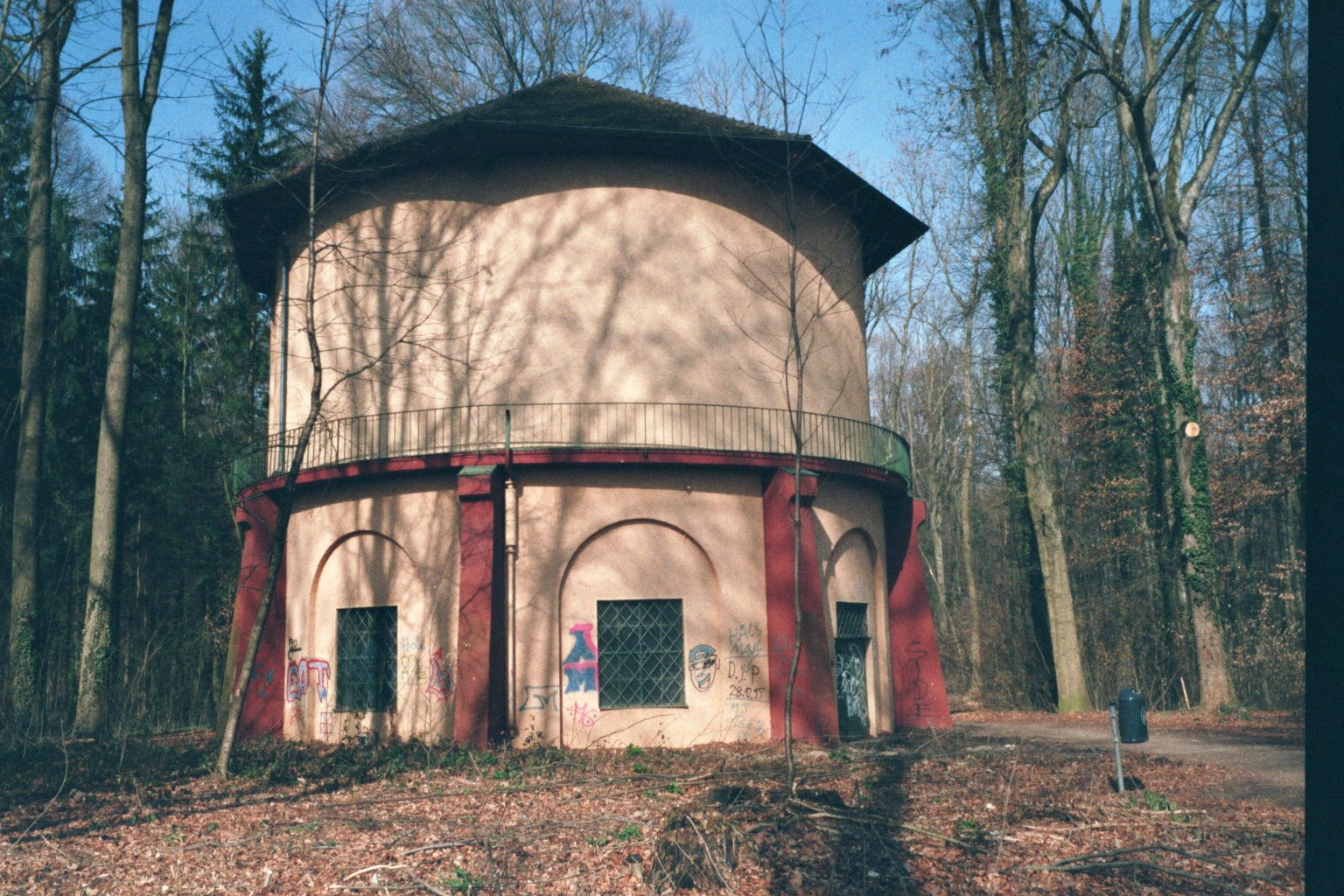
Wasserturm im Riedlewald

Der 700 Kubikmeter fassende Wasserturm wurde im Zuge der Stadterweiterung im frühen 20. Jahrhundert in moderner Betonbauweise errichtet. Bis zu den Luftangriffen während des Zweiten Weltkriegs (1944) war im Erdgeschoss die Maschinenhalle und eine Pumpstation eingerichtet, dann war er so sehr beschädigt, dass er sich nicht mehr abdichten ließ und für die Wasserspeicherung nicht mehr zu nutzen war. Nach dem Krieg wurde eine Trafostation eingebaut. Seit dem 200-jährigen Stadtjubiläum wird der sanierte Turm unter anderem für Kunst- und Kulturveranstaltungen sowie Naturerziehung genutzt.

Koordinaten „Wasserturm im Riedlewald“; heute: im südöstlichen Bereich des Riedlewalds, am Verbindungsweg Margaretenstraße / Am Riedlewald

### Ailingen

#### Altes Pfarrhaus – Tafel 6.1

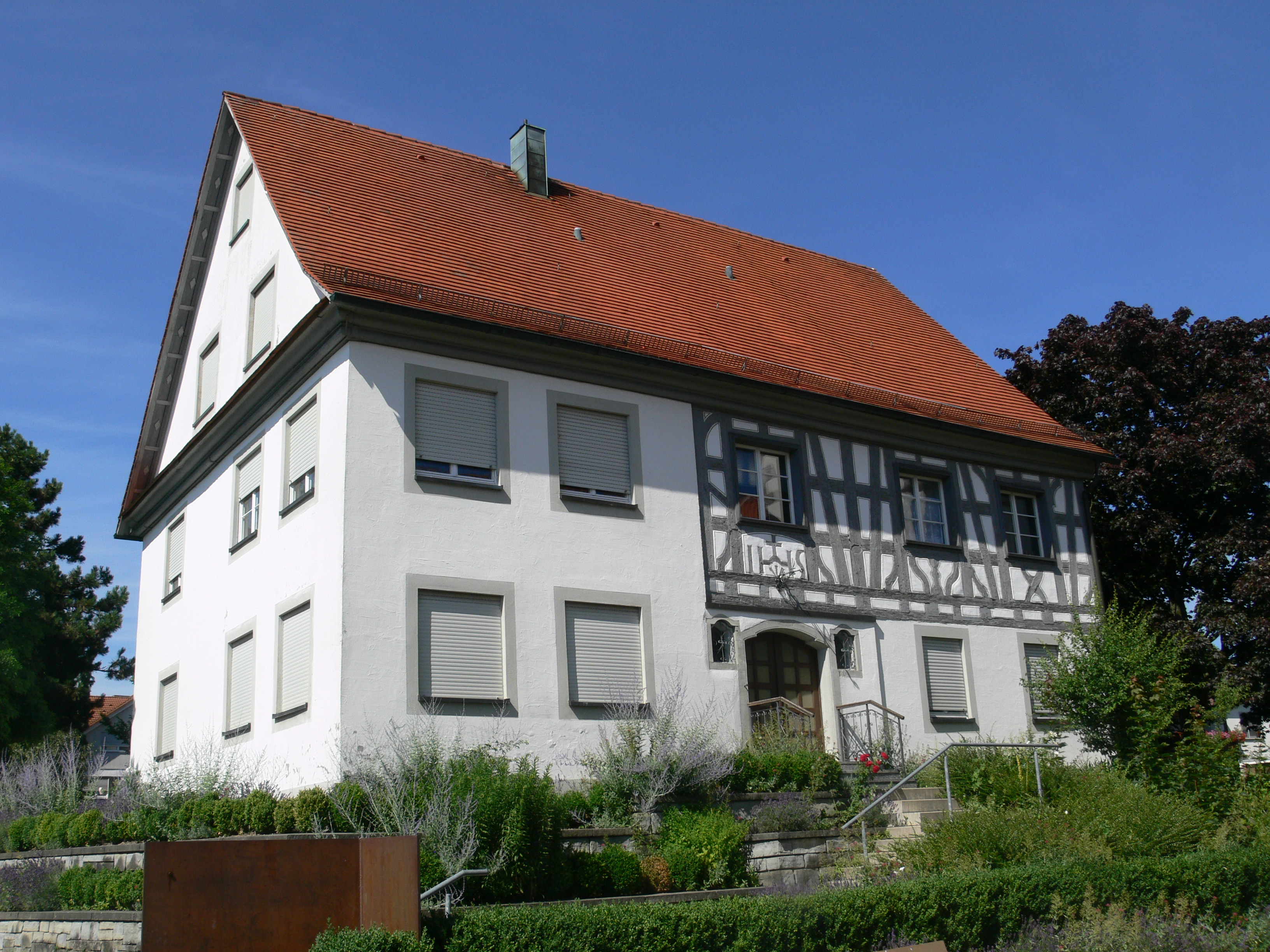
Station 6.1: Altes Pfarrhaus

Das 1710 von Zimmermeister Josef Strauß errichtete Pfarrhaus ist Sinnbild für die große Bedeutung der Ailingener Pfarrei. Das lange Zeit zugeputzte Fachwerk wurde erst 1949 wieder freigelegt. In den Jahren 1972/1973 erfolgten Umbau und Renovierung zum heutigen Gemeindehaus St. Johann.

#### Gasthof Altes Rathaus – Tafel 6.2
1831 gelangten Teile des 1815 als Schildwirtschaft erbauten Anwesens in Besitz der Gemeinde Ailingen. Bis 1948 nutzte sie die Räume im ersten Geschoss als Rathaus. Die Gastwirtschaft wurde 1984 umgebaut, aufgestockt und bekam den Namen Altes Rathaus, 2005 erhielt die Außenfront ihre heutige Ansicht.

#### Ehemaliges Mesner- und Schulhaus – Tafel 6.3
Das 1736 erbaute Mesner- und Schulhaus wurde nach Anwachsen der Schülerzahlen und Einrichtung der Gemeinde Ailingen bis 1829 abgerissen. Die ersten Schulmeister waren Andreas Katzenmaier, sein Sohn Ignaz Katzenmaier – beide aus Unterlottenweiler – und Bernhard Kretz aus Aulendorf.

#### Bauernhaus im Hirbachweg – Tafel 6.5
1786 wurde das Gebäude im Linzgau-Fachwerkstil erbaut. Es liegt auf einem aus Bruchsteinmauerwerk gefertigten Untergeschoss auf, befindet sich heute in Privatbesitz und dient in Teilen der Gesellschaft für Geschichte und Heimatpflege e. V. Ailingen/Berg als heimatkundliches Museum.

Koordinaten „Bauernhaus im Hirbachweg“

#### Pumpwerk Reinach – Tafel 6.7
Das 1837 an der Rotach als (Gerb- ?)Mühle erbaute Gebäude wurde 1906 zu einem Pumpwerk umgebaut und diente seitdem den Gemeinden Ailingen, Raderach und Schnetzenhausen zur Trinkwasserversorgung. Nachdem im Jahr 1936 eine Turbine eingebaut worden war, übernahmen die Technischen Werke 1970 die Anlage. Mit einer Leistung von rund 5 Kilowatt arbeitet sie seither zur regenerativen Energieerzeugung.

Koordinaten „Pumpwerk Reinach“; heute: Reinach

#### Weilermühle – Tafel 6.8
Die Mühle und einige Nebengebäude wurden 1391 an das Predigerkloster Konstanz verkauft. Im Laufe der folgenden Jahrhunderte wechselten häufig die Besitzer und die Mühle diente unter anderem als Spinnerei, Vermahlungsbetrieb für Lederreste, Nudelfabrik und zur Herstellung von Eis. Das um 1900 von der Brauerei Berg gebaute Kraftwerk war mit einer installierten Leistung von 28 kW die stärkste Anlage im Rotachtal.

Koordinaten „Weilermühle“

#### Haldenkapelle – Tafel 6.9
Oberhalb von Ailingen steht im gleichnamigen Landschaftsschutzgebiet auf dem 479 m ü. NN hohen Haldenberg die 1919 zum Gedenken an die Gefallenen des Ersten Weltkriegs erbaute und im September 1921 geweihte Haldenbergkapelle.
Die ursprünglich bei der Reinachmühle im Rotachtal stehende Kapelle wurde 1919 dort abgetragen und auf dem Haldenberg vergrößert wieder aufgebaut. 1962 ging die Kapelle in den Besitz der katholischen Kirchengemeinde St. Johannes über. Anlässlich der 1200-Jahr-Feier Ailingens im Jahr 1971 sowie 1996 wurde die Kapelle renoviert.

Koordinaten „Haldenkapelle“

#### Reinachmühle – Tafel 6.14

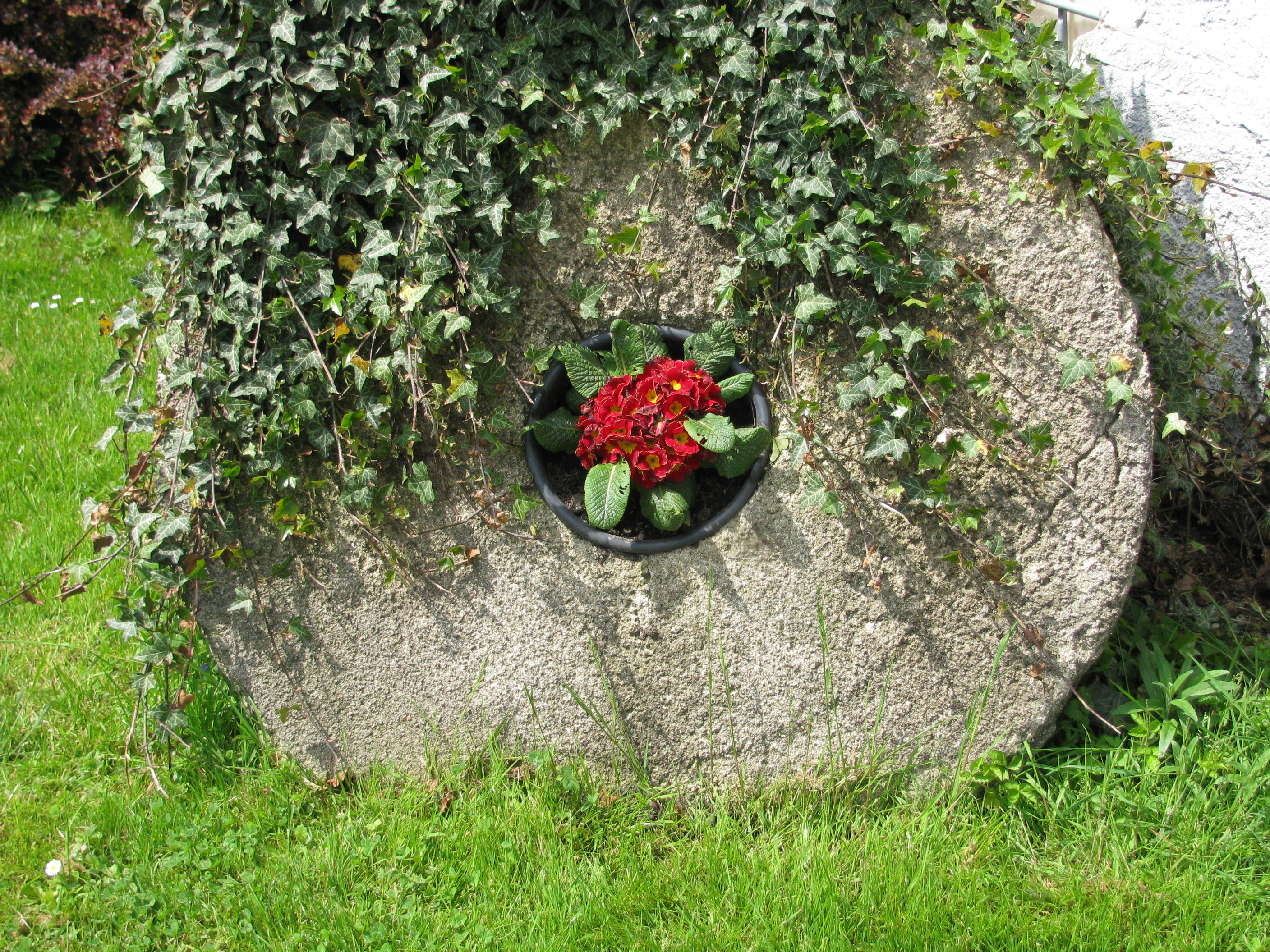
Station 6.14: Mühlstein der Reinachmühle

Als Erblehen des Bistums Konstanz wird die Reinachmühle unter Verwaltung der Grafen von Montfort 1330 erstmals erwähnt. 1803 kommt sie zu Österreich, zwei Jahre später zu Württemberg und 1836 in den Besitz der Familie Eberle. Bis 1879 wird die Anlage mit sieben Wasserrädern und sechs Mahlgängen kontinuierlich ausgebaut. 1964 wird der Mühlenbetrieb aufgegeben und heute nur noch elektrische Energie erzeugt.

Koordinaten „Reinachmühle“; heute: Reinach

#### Wolfenhof mit Kapelle und Hirschlatter Kreuzweg – Tafel 6.15

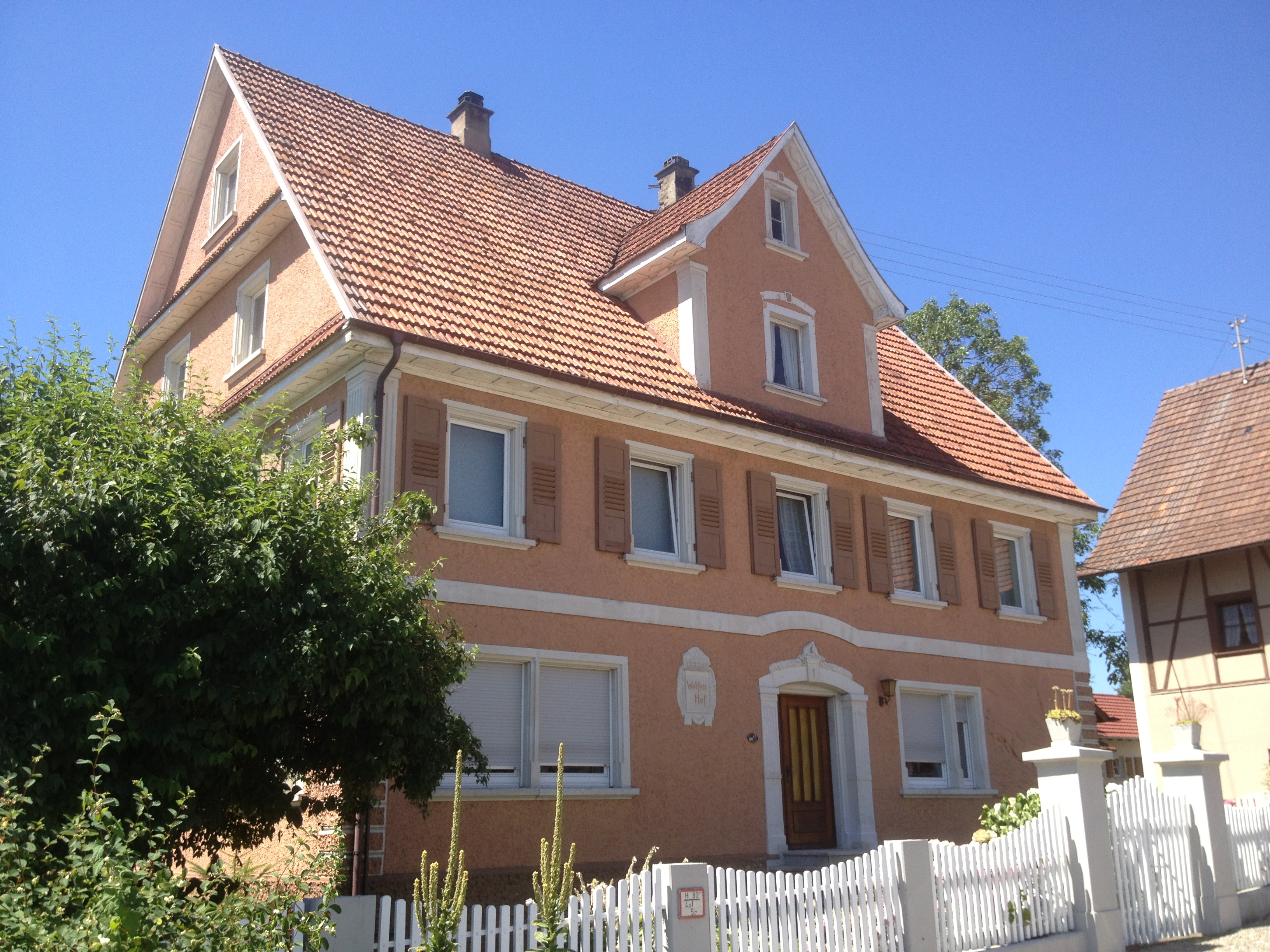
Station 6.15: Wolfenhof

Der seit dem frühen 16. Jahrhundert belegte Hof gehörte bis 1692 zum Hirschlatter Gebiet und wurde dann nach Alingen, zu der 1732 erbauten Kapelle verlegt. Von den ehemals vierzehn Kreuzwegstationen aus dem Jahre 1749 wurden wegen Straßenerweiterungen Mitte der 1950er Jahre dreizehn Stationen abgetragen.

Koordinaten „Wolfenhof“; heute: Hirschlatter Straße / Wolfenhof 1

#### Mühle Ittenhausen – Tafel 6.31
Das im Jahr 1198 erstmals urkundlich erwähnte Friedrichshafener Kulturdenkmal, die Mühle Ittenhausen, hat eine bewegte Geschichte: Mehlproduktion seit dem Mittelalter, Zeiten der Verwahrlosung, Instandsetzungen, jahrzehntelanger Dornröschenschlaf... Heute wird das Gebäude zum Wohnen genutzt.

### Berg

#### Ehemalige Brauerei Berg – Tafel 6.6
Bereits 1757 als Bäckerei, Gasthaus und Hofgut erwähnt, wurde das Anwesen 1841 als Brauerei belegt und bis 1908 als solche betrieben. Nach diversen Verkäufen befindet sich die Anlagen gegenüber der Berger Kirche heute in Besitz der Stiftung Liebenau und dient als Seniorenresidenz.

Koordinaten „Ehemalige Brauerei Berg“; heute: Ecke An der Steige/Berger Halde

#### Kirche St. Nikolaus, Berg – Tafel 6.13
Eine Pfarrei in Berg ist durch eine Nennung von 1275 sicher bezeugt; bis 1821 gehörte sie der Diözese Konstanz an.
Die Kirche wurde vermutlich vor 1520 in spätgotischer Bauweise an der Stelle einer alten Burgkapelle errichtet. Nach Zerstörung um 1646 zog sich der Wiederaufbau bis 1662 (Altarweihe) hin. Der bisher letzte größere Umbau erfolgte 1837, die letzte Restaurierung 1970/71 statt.

Koordinaten „St. Nikolaus, Berg“

### Fischbach

#### Zweite Fischbacher Schule (1853 bis 1905) – Tafel 5.22

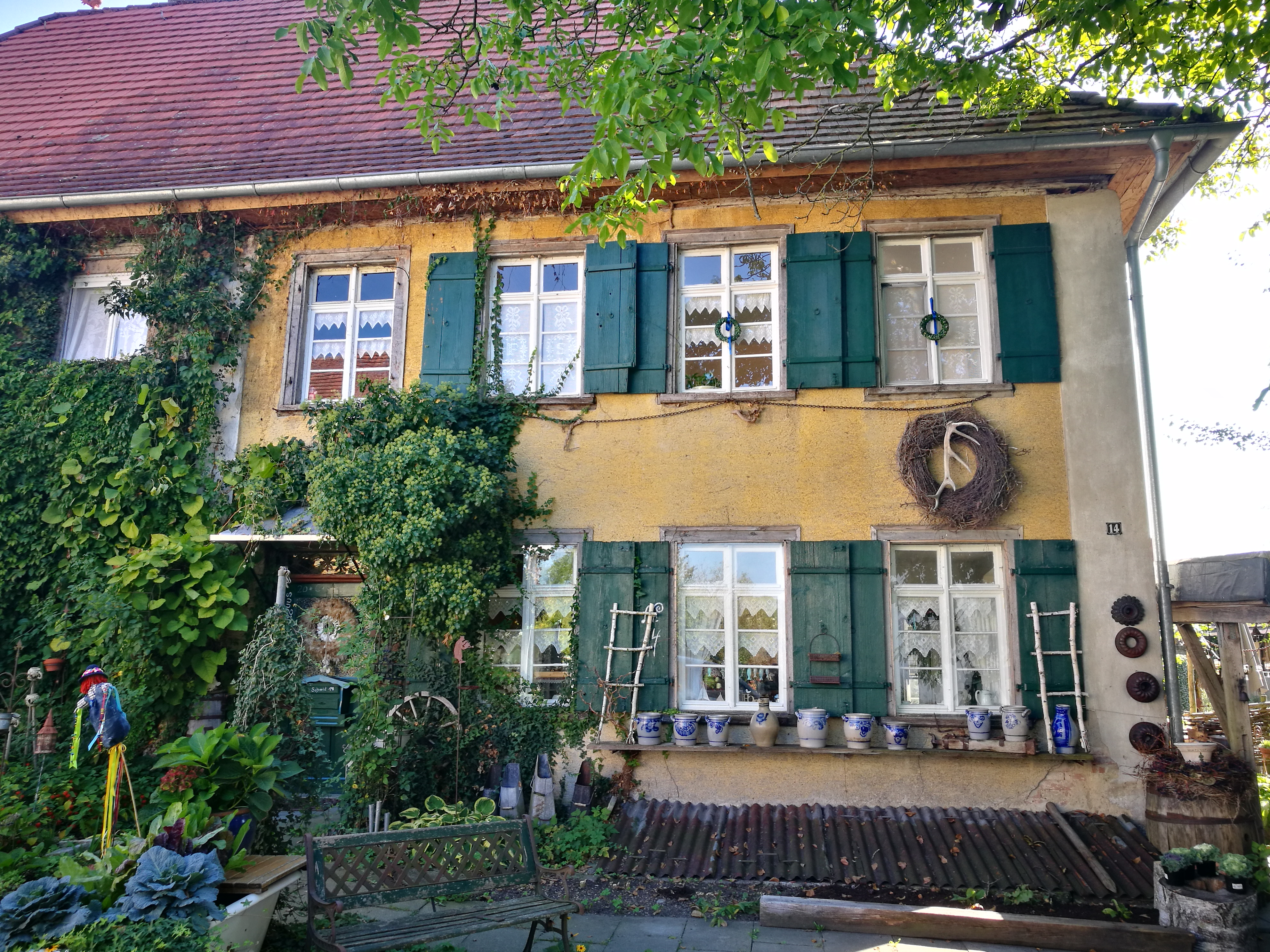
Station 5.22: Zweite Fischbacher Schule

Das vormal Huter'sche Haus wurde 1852 vom Fischbacher Ortsgemeinderat für 2075 Gulden gekauft und in ein Schulhaus mit Lehrerwohnung umgebaut. Die Lehrer der katholischen Volksschule unterrichteten auch evangelische Kinder, bis diese 1898 eine eigene Konfessionsschule in der heutigen Ziegelstraße bezogen. 1905 wurde das Gebäude für etwa 6000 Mark an den Ölmüller Knoblauch verkauft.

Koordinaten „Zweite Fischbacher Schule“; heute: Eichenmühleweg 4

#### Bahnhof Fischbach – Tafel 5.24
1873 wurde mit Staatsvertrag zwischen Württemberg und Baden das Teilstück von Überlingen nach Friedrichshafen der Bahnstrecke Stahringen–Friedrichshafen vereinbart. Am 2. Oktober 1901 wurde die Strecke im Beisein des Großherzogs von Baden, Friedrich I., und des Königs von Württemberg, Wilhelm II. eingeweiht. Am 'Grenzbahnhof' in Fischbach wurde in den ersten Jahren des Zugbetriebs noch das Bahnpersonal gewechselt.

Koordinaten „Bahnhof Fischbach“; heute: Eisenbahnstraße, gegenüber Einmündung der Poststraße

#### Ehemaliger Totenweg nach Bermatingen – Tafel 5.25
Das im Jahr 764 erstmals urkundlich erwähnte Fischbach gehörte jahrhundertelang zur Pfarrei St. Georg in Bermatingen. Auf dem langen und beschwerlichen Totenweg wurden die Verstorbenen zur Beerdigung nach Bermatingen gebracht. 1480 erhielt Fischbach eine weiterhin von Bermatingen aus betreute Filialkapelle mit Gottesdienst und eigenem Gottesacker. Erst im 17. Jahrhundert wurde Fischbach eine selbstständige Pfarrei.

Koordinaten „Ehemaliger Totenweg nach Bermatingen“; heute: an der Kapelle St. Vitus

#### Mühle Dehm in Fischbach – Tafel 5.28

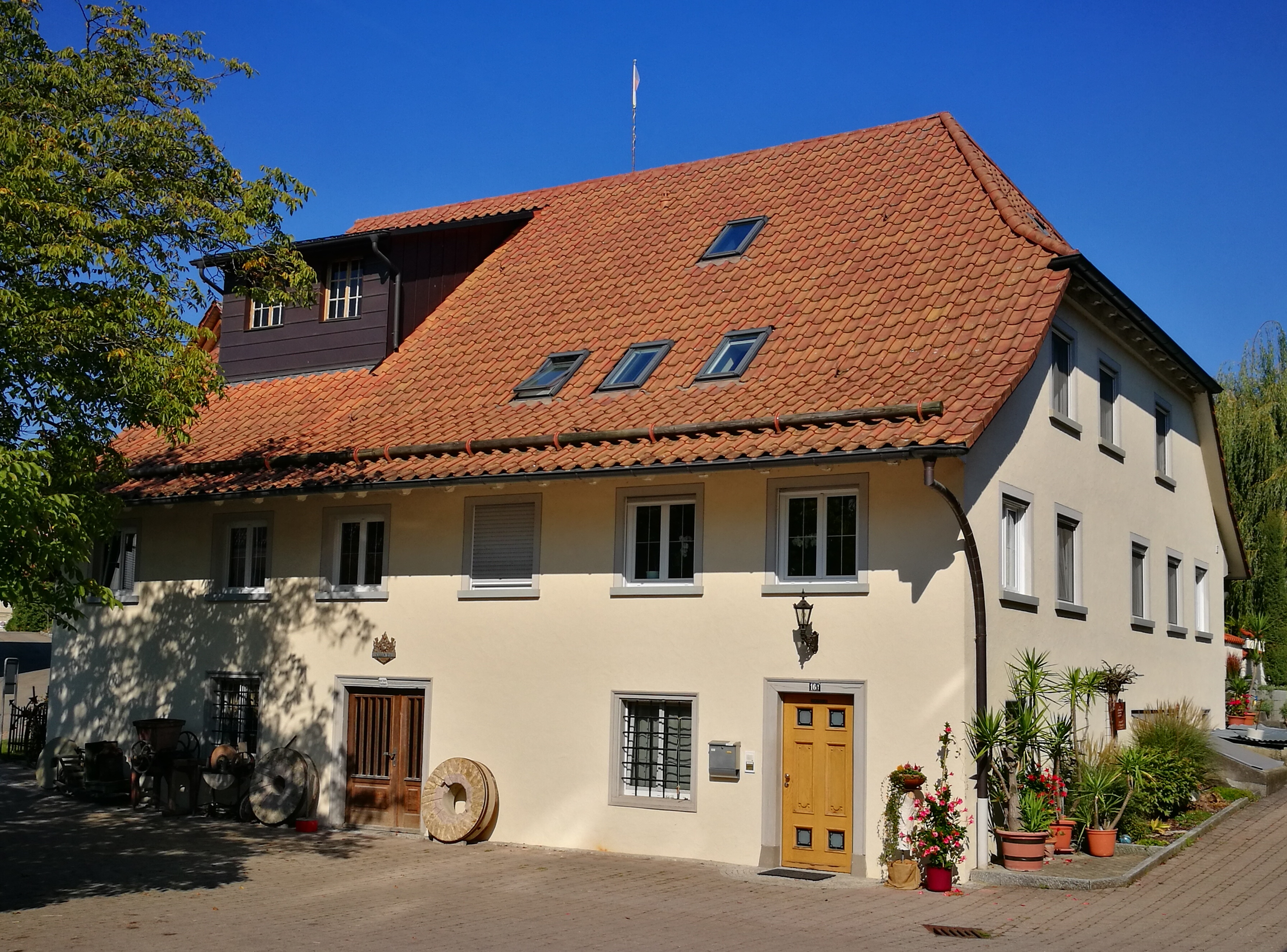
Station 5.28: Mühle Dehm

1432, als Burkhart von Ellerbach die Vogtei Hofen an das Kloster Weingarten verkaufte, wurde im Kaufbrief erstmals eine Mühle in Fischbach erwähnt. Hierbei handelte es sich um eine von sieben Mühlen an der Brunnisach, die sich bis 1850 im Besitz des Heilig-Geist-Spitals Konstanz befand.
Über mehrere Familien gelang die Mühle 1882 in den Besitz der Familie Dehm. Bis 1918 wurde neben der Getreide- auch eine Sägemühle mit eigenständigem Wasserrad betrieben. 1967 wurde das oberschlächtige Wasserrad durch eine Turbine, die auch der Stromerzeugung diente, ersetzt.

Koordinaten „Mühle Dehm“; heute: Eichenmühleweg 16/1

#### Eichenmühle und Hof Hofen – Tafel 5.46

##### Eichenmühle
Erstmals urkundlich erwähnt wird die „Mühle zu Aicha“ (= Mühle bei den Eichen) im Jahr 1242. Zum Hof, der zwischen dem Hof Hofen und der ehemaligen Burg Spielberg lag, gehörten ein Gesindehaus, Stallungen, Rebflächen, Getreidemühle, Wohnhaus, Sägewerk, Wald, Wiesen und Äcker.

##### Hof Hofen
Der Lehenshof der Burg Spielberg wurde ebenfalls 1242 erstmals erwähnt. Das Konstanzer Spital übernahm den Hof im Jahr 1283 von Ritter Evrid von Efrizweiler. Seit 1618 ist der Hof durchgehend in Familienbesitz. Im Laufe des Zweiten Weltkriegs wurde der Hof durch die Eisenbahnverbindung zwischen Fischbach und dem „Seewerk“ der LZ (später Dornier-Werke, heute unter anderem EADS/Cassidian) bei Immenstaad durchschnitten.

### Hirschlatt

#### Schloss Hirschlatt – Tafel 7.2

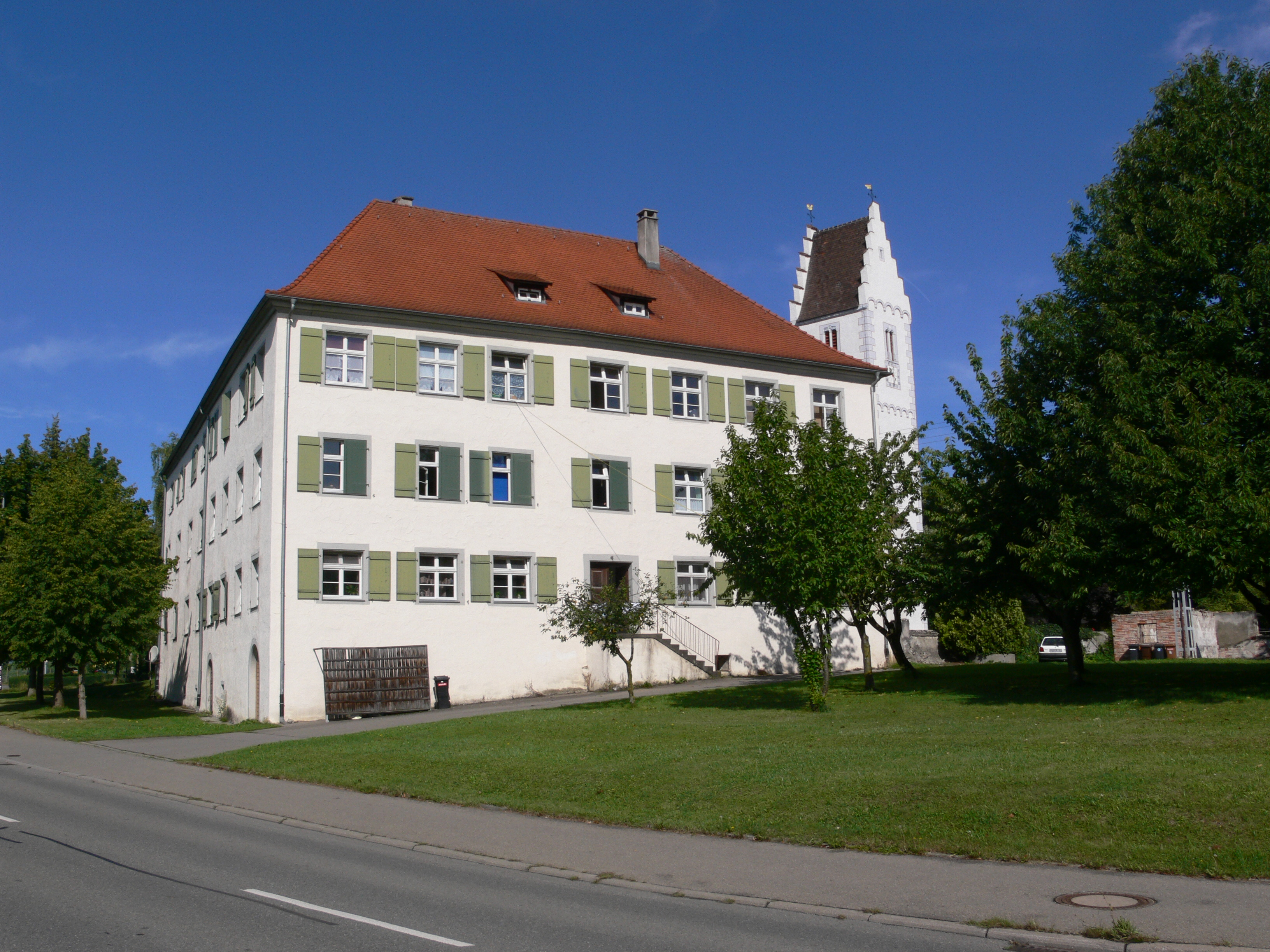
Ehemaliges Schloss Hirschlatt

1659 wechselte das Hirschlatter Schloss vom Montfortschen Herrschaftsrecht in den Besitz des Klosters Kreuzlingen, wurde Sitz des klösterlichen Pflegeamts, war Ausweichquartier der Kreuzlinger Chorherren und Ruhesitz der abgedankten Äbte. Von 1814 bis in die 1920er Jahre diente es der Forstwirtschaft. 1924 bis 1938 war es Alters- und Erholungsheim, dann, bis 1945, Quartier des weiblichen Reichsarbeiterdienstes (RAD), und bis Frühjahr 1946 diente es der französischen Kommandodatur als Sitz. Seit 1974 befindet sich das ehemalige Schloss in Privatbesitz.

Koordinaten „Schloss Hirschlatt“

### Ittenhausen

#### Bauernhaus Rotachstraße 10 – Tafel 6.4

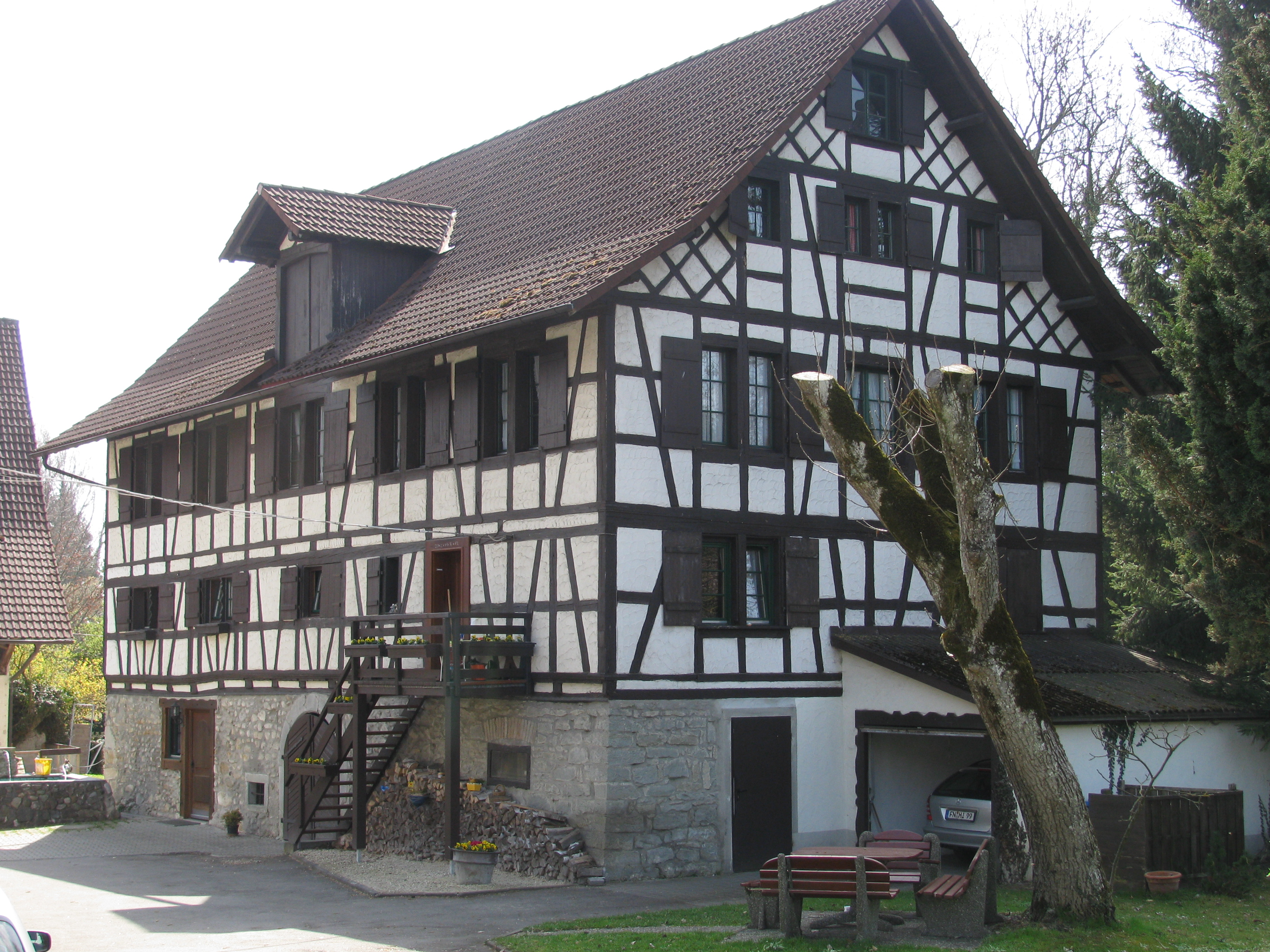
Station 6.4: Bauernhaus

Seit 1641 bewirtschaftet die Familie Eberle den ehemaligen Erblehenhof des Klosters Kreuzlingen. Um 1900 erhielt das zweistöckige Fachwerkgebäude mit hohem Bruchstein-Kellergeschoss seine heutige Form.

Koordinaten „Bauernhaus Rotachstraße 10“

### Kluftern

#### Historische Mühle – Tafel 8.3
Die sich seit 1886 in Familienbesitz befindende Geiger-Mühle an der Brunnisach steht auf einem bereits im Mittelalter genutzten Siedlungsplatz. Im Lehensbuch des Klosters St. Gallen wurde die Mühle 1413 erstmals urkundlich erwähnt. Nach einem Brand wurde das heutige Gebäude im Jahr 1880 erbaut.

#### Bahnhof Kluftern – Tafel 8.10
Nach dem Staatsvertrag zwischen Baden und Württemberg bekam auch Kluftern seinen eigenen Bahnhof an der neuen Bahnstrecke zwischen Überlingen und Friedrichshafen. Am 2. September 1901 erreichte der erste Zug den Bahnhof, der einen Monat später offiziell eingeweiht wurde.

Koordinaten „Bahnhof Kluftern“; heute: Bahnhofstraße

### Lipbach

#### Zugunglück – Tafel 8.5
Der Unfall bei Markdorf auf Lipbacher Gemarkung am 22. Dezember 1939 war der Frontalzusammenstoß eines Güterzugs und eines vollbesetzten Personenzugs beim heute zu Friedrichshafen gehörenden Lipbach.
Die beiden Züge fuhren auf einem zweieinhalb Kilometer langen geraden Gleisabschnitt aufeinander zu. Da dichter Nebel herrschte und die beiden Lokomotiven wegen der Verdunklung nur ein reduziertes, schlecht erkennbares Spitzensignal führten, sahen sich die Lokomotivführer trotzdem nicht oder erst im letzten Augenblick: Während der Güterzug überhaupt nicht bremste, hatte der Lokomotivführer des Personenzuges noch im letzten Moment eine Schnellbremsung ausgelöst. So stießen die Züge um 22:19 Uhr bei Streckenkilometer 43,190 frontal bei einer Geschwindigkeit von je 60 km/h zusammen. Die Lokomotiven blieben stehen, ohne umzustürzen. Die beiden ersten Personenwagen wurden komplett zerstört, der Schlepptender des Personenzuges bäumte sich beim Aufprall auf und fiel dann auf den ersten Wagen zurück. Zwei weitere Personenwagen wurden schwer beschädigt. Der Packwagen des Güterzuges und die ersten 15 offenen Kohlewagen türmten sich zu einem Trümmerhaufen auf. – Der Unfall forderte 101 Todesopfer und 47 Verletzte.

### Lipbach/Riedheim

#### Absturz eines amerikanischen Bombers – Tafel 8.4

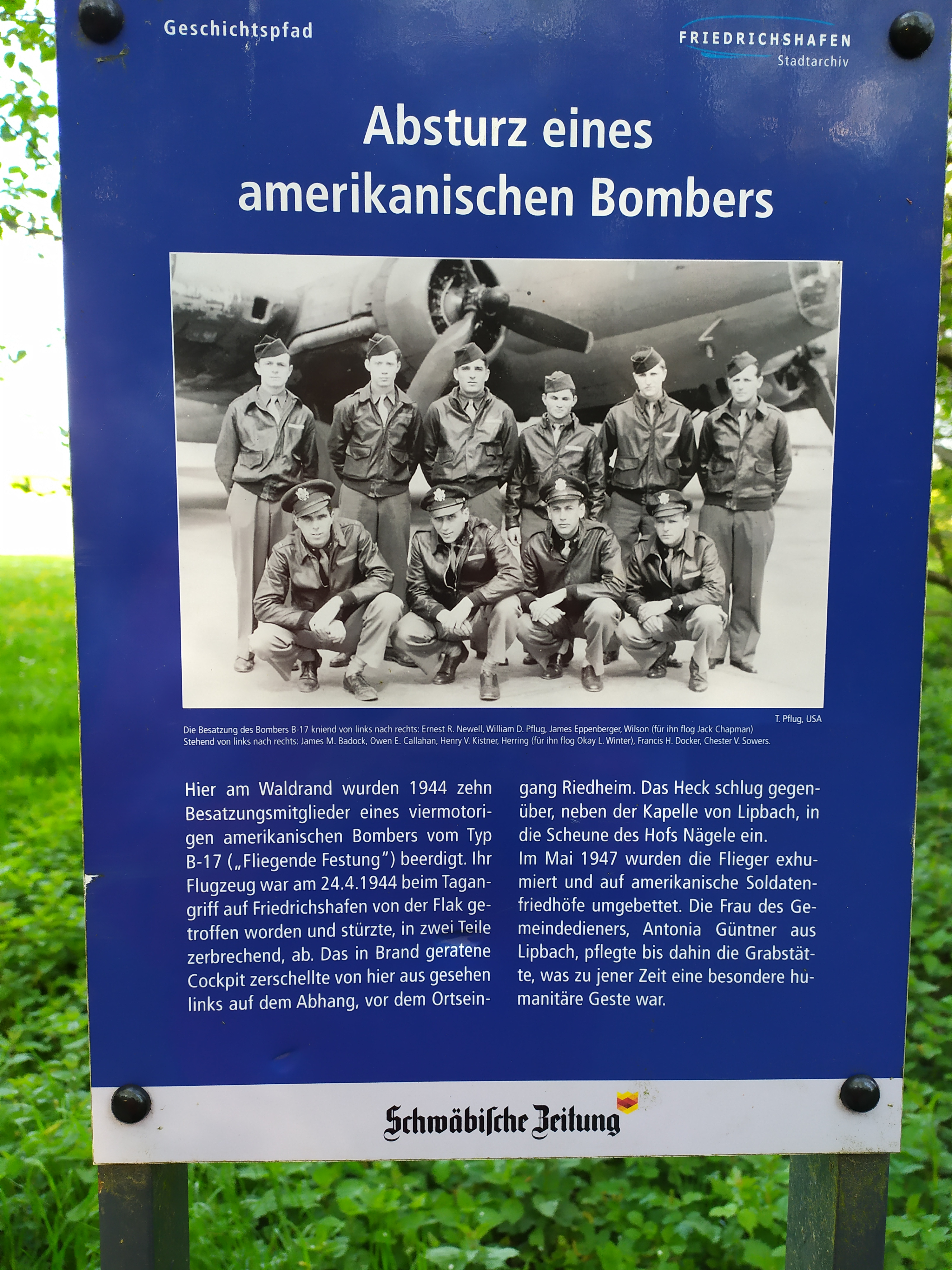
Station 8.4: Absturz eines Amerikanischen Bombers

Am 24. April 1944 wurde ein amerikanischer B-17-Bomber (engl. Flying Fortress/Fliegende Festung) während eines Angriffs auf Friedrichshafen von einem Flakgeschütz getroffen und stürzte ab: das brennende Cockpit zerschellte vor dem Riedheimer Ortseingang, der Rumpf fiel neben der Lipbacher Kapelle in eine Scheune. Die zehn Besatzungsmitglieder wurden hier in der Nähe der Informationstafel beerdigt, im Mai 1947 exhumiert und auf amerikanische Soldatenfriedhöfe umgelegt.

### Löwental

#### Ehemaliges Kloster Löwental – Tafel 5.1

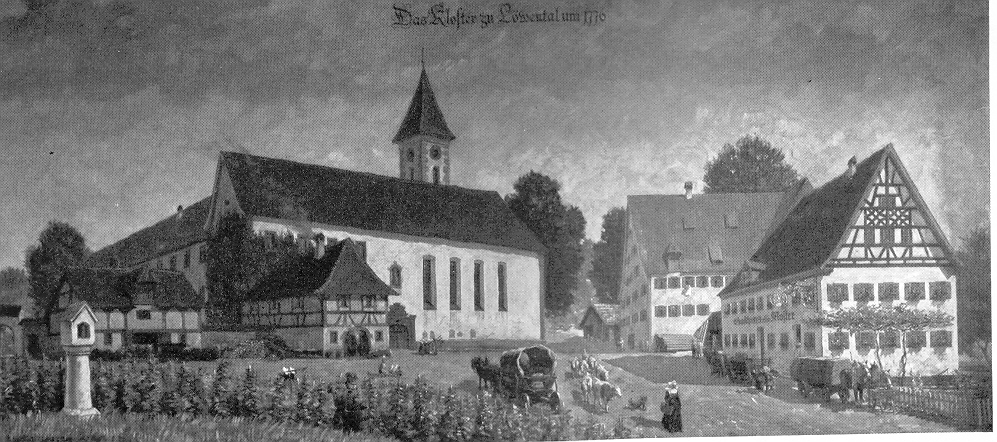
Kloster Löwental, um 1770

Das Kloster Löwental war ein Kloster der Dominikanerinnen. Es wurde 1250 im namensgebenden Löwental in unmittelbarer Nähe der damaligen freien Reichsstadt Buchhorn gegründet, nachdem der Reichsministeriale Johannes von Ravensburg-Löwental seine an der Rotach gelegene Burg Eichstegen-Löwental an die Dominikanerinnen von Konstanz gestiftet hatte und gleichzeitig in deren Orden eingetreten war. Durch zwei Brände wurde das Gebäude im Jahr 1304 völlig zerstört, jedoch bald wieder aufgebaut. 1447 musste das Kloster erneut renoviert werden. 37 Jahre später waren die Arbeiten, zu deren Finanzierung einige Grundstücke verkauft wurden, vollendet. Weitere Brände im Jahr 1609 und während des Dreißigjährigen Kriegs machten das Kloster unbewohnbar, ein vom Konstanzer Bischof zur Verfügung gestelltes Kloster konnte nur wenige Nonnen beherbergen. Im Jahr 1659 zogen Nonnen wieder in das neue Gebäude ein, 1687 wurde die barocke Kirche geweiht. Bis zur Säkularisation wuchs das Vermögen des Klosters, vor allem durch die bedeutende Apotheke, stetig an; 1695 besaß es 64 Lehenshöfe.
Nach einer Inspektion eines Württembergischen Kommissars wurde das Kloster im Sommer 1806 aufgelöst, sein gesamtes Vermögen sowie der Grundbesitz gingen an das Haus Württemberg. Den Nonnen wurde zunächst zugesichert, dass sie weiterhin im Kloster leben dürfen, außerdem erhielten sie eine Jahrespension. Als König Friedrich jedoch 1812 beschloss, im ehemaligen Klostergebäude eine Kaserne zu errichten, mussten sie das Kloster verlassen. Teilweise siedelten sie ins Kloster Kirchheim um, teilweise traten sie aus dem Orden aus. Die Einrichtung des Klosters wurde sofort versteigert, das Gebäude umgebaut. Erst 1814 wurde die Kaserne vom 2. Bataillon des württembergischen Infanterieregiments Nr. 10 bezogen. Nach Ende des Krieges gegen Frankreich, zwei Jahre später, stand die Anlage wieder leer. Das bis dahin erhaltene Kircheninventar wurde daraufhin versteigert und auf die umliegenden Gemeinden verteilt. Da sich für das jetzt „Schloss Löwental“ genannte Gebäude kein Käufer fand, wurde die Mühle separat verkauft, die Gebäude teilweise eingerissen oder zu Bauernhöfen umfunktioniert. Heute existiert noch die Trautenmühle und ein Teil der Klostermauer. Auch das Gasthaus „Zum Klosterwirt“ zeugt noch von der Vergangenheit.

Koordinaten „Ehemaliges Kloster Löwental“; heute: Flugplatzstraße

### Manzell

#### Industriegelände Manzell – Tafel 5.31

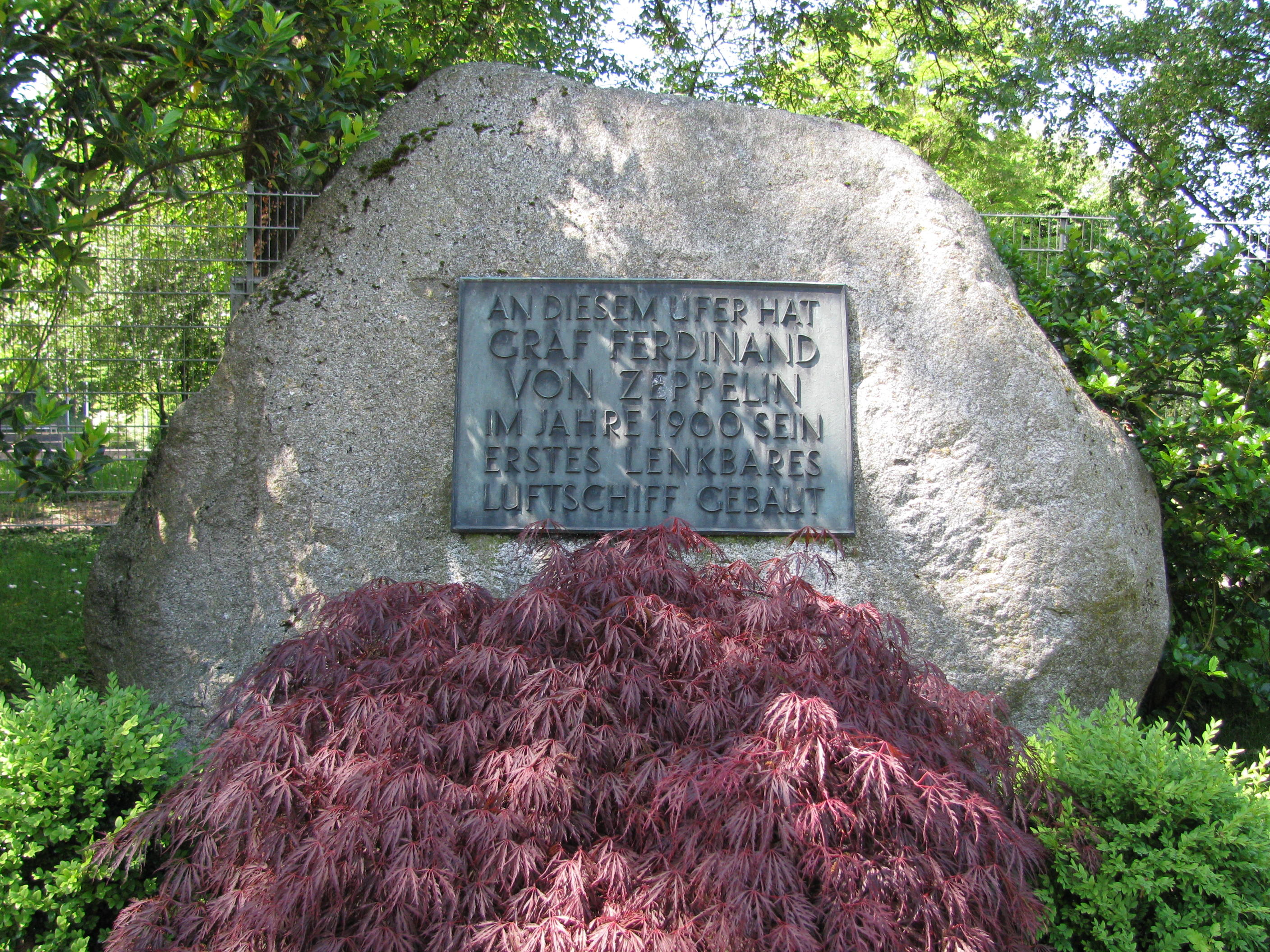
Station 5.31: Gedenkstein

Graf Ferdinand von Zeppelin begann 1898 in der Manzeller Bucht mit dem Bau seiner Starrluftschiffe. Bis 1909 entstanden hier sechs Luftschiffe. Seinem Mitarbeiter Theodor Kober mit der Flugzeugbau Friedrichshafen überließ er 1912 das Gelände. 1921 folgten die Maschinen- und Schiffbau GmbH sowie 1923 die Dornier-Metallbauten GmbH. Nach Zerstörung durch Bomberangriffe und Sprengung erfolgt nach dem Zweiten Weltkrieg auf dem Gelände ein Produktionsneuanfang durch die Allgaier Maschinenbau GmbH (1950). 1956 übernimmt die Porsche-Diesel Motorenwerke GmbH die Produktionsanlagen. Nach einigen Fusionen und Umfirmierungen erfolgt 1969 die Übernahme des Standorts durch die MTU. Sie nutzt ihn bis heute als Werk II.

Koordinaten „Industriegelände Manzell“; heute: Domänenstraße

### Oberlottenweiler

#### Haus Berger, Oberlottenweiler – Tafel 6.21
Das zweistöckige Fachwerkhaus wurde um 1700 im Linzgau-Stil erbaut und ist mit zahlreichen Zierformen wie Rauten, Andreaskreuzen und V-Streben ausgestattet.

Koordinaten „Haus Berger, Oberlottenweiler“; heute: Hauptstraße

### Raderach

#### Geplanter Standort für die Produktion der A4-Rakete – Tafel 8.7
In den 1930er Jahren gab es in Friedrichshafen einige Unternehmen, die damals modernste Militärtechnologie entwickelten und produzierten. Hugo Eckener, damals Leiter des Zeppelin-Konzerns, verhandelte deshalb mit Wernher von Braun von der Heeresversuchsanstalt Peenemünde über die Einrichtung einer Außenstelle in Friedrichshafen. Hier sollten Teile für die Aggregat 4 (A4, Propagandaname: „V2“) gefertigt und Triebwerke geprüft werden. – Die Luftangriffe der Alliierten ab Mai 1944 führten zur Verlegung der Produktionsstätten nach Nordhausen im Harz und Saulgau.

Koordinaten „Geplanter Standort für die Produktion der A4-Rakete“; heute: Ecke Fürstenbergweg/Haus am Wald

#### Testanlage für die Triebwerke der A4-Rakete / „Heeresabnahmestelle Raderach“ – Tafel 8.8
Die Raketenmotoren mussten im näheren Umfeld des Produktionsstandorts getestet werden. Das Gelände bei Raderach, zwischen 'Balkenrain', 'Mittelberg' und 'Weiherberg' war besonders geeignet. 1942 wurde – nach Zwangsaufkauf von Grundstücken – mit dem Bau der Anlage begonnen. Bis zum Ende des Zweiten Weltkriegs wurde unter anderem Flüssigsauerstoff, welcher neben Methylalkohol zum Antrieb der Raketenmotoren benötigt wird, hergestellt. Die Raketentests stellte man aufgrund der Luftangriffe wieder ein.
Die verbliebenen Test- und Fertigungsstätten wurden 1948 von den französischen Behörden gesprengt; auf den Trümmern errichtete der Bodenseekreis um 1980 die heutige Mülldeponie.

Koordinaten „Testanlage für die Triebwerke der A4-Rakete“ / „Heeresabnahmestelle Raderach“; heute: Ecke Fürstenbergweg/Haus am Wald

### Spaltenstein

#### Villa Wagner
Das Landhaus des Fabrikanten Josef Wagner (1907–1987) wurde 1965 nach Plänen der Friedrichshafener Architekten Kurt Schliessmann und Klaus Sihler auf einem rund 9000 Quadratmeter großen Grundstück fertiggestellt; der Flachbau gilt als beispielhaft für die Architektur der 1960er-Jahre und zeichnete sich seinerzeit durch eine Reihe neuartiger Raffinessen aus: zentrale Beleuchtungssteuerung, versenkbare Fensterelemente und Videoüberwachung. 2002 wurde die Villa mit 900 Quadratmeter Nutzfläche über zwei Etagen als Kulturdenkmal erfasst und 2008/2009 vorbildlich saniert.

Koordinaten „Villa Wagner“; heutige Nutzung: Tagungsstätte und Museum der Unternehmensgruppe Wagner sowie Sitz der Josef-Wagner-Stiftung.

### Waggershausen

#### Ehemaliges Gasthaus „Zum Kreuz“ – Tafel 5.15
1830 wurde dem Haus die 'Schildwirtschaftsgerechtigkeit' erteilt. Es folgten Erweiterungen um zwei Fremdenzimmer (1903) sowie einen Saalanbau und eine Gartenwirtschaft (1910). Im September 1959 war das Haus unter Otto Fink – ein Urenkel des Gründers Konrad Fink – zum letzten Mal geöffnet; durch den Verzicht auf eine weitere Verlängerung erlosch das Wirtschaftsrecht 1962.

#### Gasthaus „Zur Traube“ – Tafel 5.16
Der im 17./18. Jahrhundert in drei Anwesen aufgeteilte Hof in Waggershausen, gehörte als Teil der Herrschaft Raderach seit 1280 dem Bischof von Konstanz und ab 1803 zum Großherzogtum Baden. Aufgrund eines 1843 abgeschlossenen Staatsvertrags kam diese badische Exklave 1846 im Tausch gegen Schloss Hersberg zum Königreich Württemberg. 1828 wurde das Gasthaus „zur Traube“ eröffnet. 1848 ging es in den Besitz des Josef Litz von Waggershausen über; seinen Nachfahren ist es unter wechselnden Familiennamen bis heute erhalten geblieben.

Nachdem das Gasthaus 1909 durch einen Saal erweitert wurde, erhielt es 1929 die Genehmigung zur 'Beherbergung von Fremden'; 1977 erfolgte die Umstellung zu einem Hotelbetrieb.

### Zeppelin-Pfad
Ergänzt wird der Geschichtspfad durch den 2008 eingerichteten, zwölf Kilometer langen Zeppelin-Pfad, der an neun Stationen die Geschichte der Stadt Friedrichshafen im 20. Jahrhundert, in deren Mittelpunkt die Geschichte der Zeppelin-Stiftung steht, erfahrbar machen soll.

### Maybach-Weg
Eine weitere Ergänzung des Geschichtspfads ist der Maybach-Weg. Die wichtigsten Stationen im Leben des Motoren- und Automobilkonstrukteurs Karl Maybach (* 1879; † 1960 in Friedrichshafen) werden durch ihn aufgegriffen. An zwölf Standorten im Stadtgebiet wird auf installierten Tafeln an sein Leben und seine Leistungen erinnert.